# Công viên Trung tâm
Công viên Trung tâm (Central Park) là một công viên công cộng ở trung tâm Manhattan thuộc Thành phố New York, Hoa Kỳ. Công viên ban đầu mở cửa năm 1857, trên 843 mẫu Anh (3,41 km²) trên khu đất thuộc sở hữu thành phố. Trong một cuộc thi thiết kế tổ chức năm 1858 nhằm cải tạo và mở rộng công viên, Frederick Law Olmsted và Calvert Vaux đoạt giải với bản thiết kế Greensward Plan. Ngay trong năm, người ta khởi công xây dựng theo thiết kế mới, tiếp tục công trình suốt thời Nội chiến, và hoàn tất năm 1873.
Công viên Trung tâm thuộc trong số các công viên đô thị lớn nhất thế giới, gần bằng Vườn Anh (München) (370 ha hay 910 mẫu Anh), so sánh với Bois de Vincennes (995 ha; 2,458 acres) và Bois de Boulogne (846 ha; 2,090 acres) của Paris, Richmond Park (955 ha; 2,360 acres) của Luân Đôn, Casa de Campo (1,723 ha; 4,256 acres) của Madrid, và Griffith Park (1,740 ha; 4,310 acres) của Los Angeles.
Năm 1962, công viên được chọn là Danh lam Lịch sử Quốc gia. Nó đã được quản lý từ hàng chục năm nay bởi Central Park Conservancy, một tổ chức tư nhân phi lợi nhuận, theo một hợp đồng ký với chính quyền thành phố. Mỗi năm tổ chức này đóng góp 83,5% ngân sách hằng năm 37,5 triệu USD của Công viên Trung tâm và sử dụng 80,7% thành phần nhân lực của Công viên.

## Công viên Trung tâm hiện nay

Công viên Trung tâm, kể từ năm 1962 là Danh lam Lịch sử Quốc gia, được hình thành theo quy hoạch của nhà thiết kế cảnh quan Frederick Law Olmsted (ông cũng là nhà báo, phản biện xã hội, và nhà quản trị công) cùng kiến trúc sư người Anh Calvert Vaux khi bản thiết kế của họ được trao giải nhất trong cuộc thi thiết kế năm 1858.
Phía bắc, công viên giáp với Đường 110 West, phía nam Đường 59 West, phía tây Đại lộ số Tám. Dọc theo ranh giới công viên, những con đường này được gọi theo tên Central Park North, Central Park South, và Central Park West, ngoại trừ Đại lộ số Năm dọc theo ranh giới phía đông của công viên vẫn giữ tên cũ.

### Khách tham quan
Mỗi năm, công viên đón tiếp khoảng 36 triệu khách tham quan, là công viên đô thị có số lượng khách tham quan lớn nhất Hoa Kỳ. Từ 770 mẫu Anh (3,1 km2) công viên được mở rộng lên đến 843 mẫu Anh (3,41 km2) với chiều dài 2,5 dặm (4 km), và chiều rộng là 0,5 dặm (0.8 km). Có sự tương đồng về diện tích và vị trí văn hóa giữa Công viên Trung tâm với Englischer Garten của München và Công viên Hyde của Luân Đôn, chúng là hình mẫu cho nhiều công viên đô thị khác như Golden Gate Park của San Francisco, Ueno Park của Tokyo, và Stanley Park của Vancouver.

### Bảo tồn
Tổ chức tư nhân phi vụ lợi, Central Park Conservancy, quản lý công viên theo một hợp đồng ký với Thành phố New York, theo đó chủ tịch Conservancy kiêm nhiệm chức vụ Giám đốc Công viên.
Conservancy sử dụng bốn trong số năm ban nhân viên đang làm việc cho công viên. Đến năm 2007, Conservancy đầu tư khoảng 450 triệu USD cho công tác phục hồi và quản lý công viên; tổ chức này cũng đóng góp khoảng 85% ngân quỹ hằng năm của Công viên Trung tâm, tức là hơn 37 triệu USD.
Hệ thống này vận hành quá tốt đến nỗi đến năm 2006 Conservancy thiết lập đề án Historic Harlem Parks, hỗ trợ bảo tồn và kỹ thuật nuôi trồng, cũng như bảo trợ cho các công viên Morningside, St Nicholas, Jackie Robinson, và Marcus Garvey.

### Cảnh quan và Tiện ích
Toàn bộ cảnh quan của công viên trông có vẻ tự nhiên, nhưng thật ra chúng đã được quy hoạch, nuôi trồng, và chăm sóc cẩn thận. Những ao hồ thiên nhiên bên trong công viên là tác phẩm của bàn tay con người, những con đường đi bộ kéo dài, những mã lộ, hai sân băng (một trong hai sân băng này trở thành hồ bơi trong tháng Bảy và tháng Tám) Vườn thú, Vườn nhà kính, khu nuôi thú hoang dã, một khu rừng thiên nhiên rộng lớn, một hồ chứa nước rộng 106 mẫu Anh (43 ha) có đường chạy bao quanh, một nhà hát ngoài trời, Nhà hát Delacorte (địa điểm tổ chức những festival mùa hè "Shakespeare in the Park"). Những điểm thu hút khách tham quan như Belvedere Castle, Swedish Cottage Marionette Theatre, và Carousel. Ngoài ra, còn có bảy bãi cỏ lớn, và nhiều bãi cỏ nhỏ; một số được dùng cho các môn thể thao, phần còn lại là những khu vực yên tĩnh; còn có những sân chơi dành riêng cho trẻ em.
Công viên có những con đường dài tổng cộng 6 dặm (10 km) dành cho người chạy bộ, đạp xe đạp, sử dụng ván trượt, nhất là khi xe hơi cấm chạy vào những ngày cuối tuần và sau bảy giờ tối.
Tháng 12, 2005, công ty thẩm định tài sản Miller Samuel, định giá Công viên Trung tâm là 528 783 552 000 USD.

### Tội phạm
Khi số lượng tội phạm xảy ra trong công viên và trong thành phố New York sút giảm thì hình ảnh công viên cũng được cải thiện. Công viên có lực lượng an ninh thuộc Sở Cảnh sát New York. Nhờ lực lượng này năm 2005, số tội phạm giảm xuống thấp hơn 100 vụ mỗi năm (từ xấp xỉ 1000 vụ mỗi năm trong đầu thập niên 1980). Lực lượng Tuần tra Công viên của Thành phố New York cũng hoạt động trong công viên.

## Lịch sử

### 1857–1900

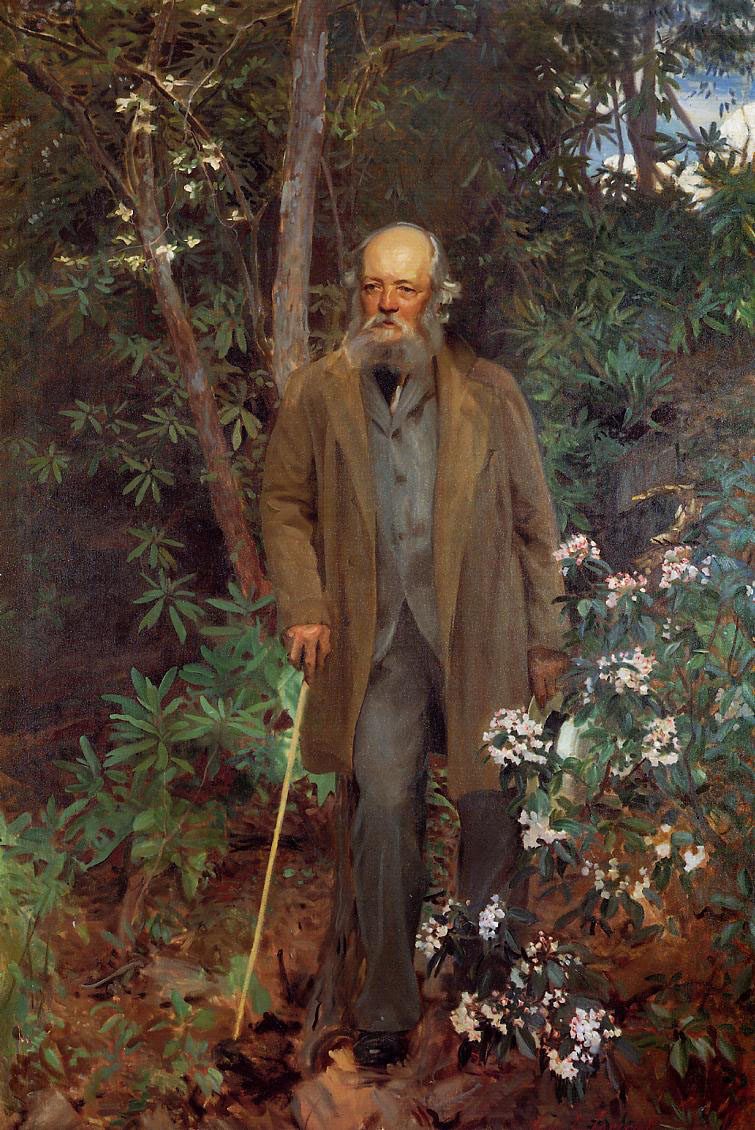
Frederick Law Olmsted, 1895

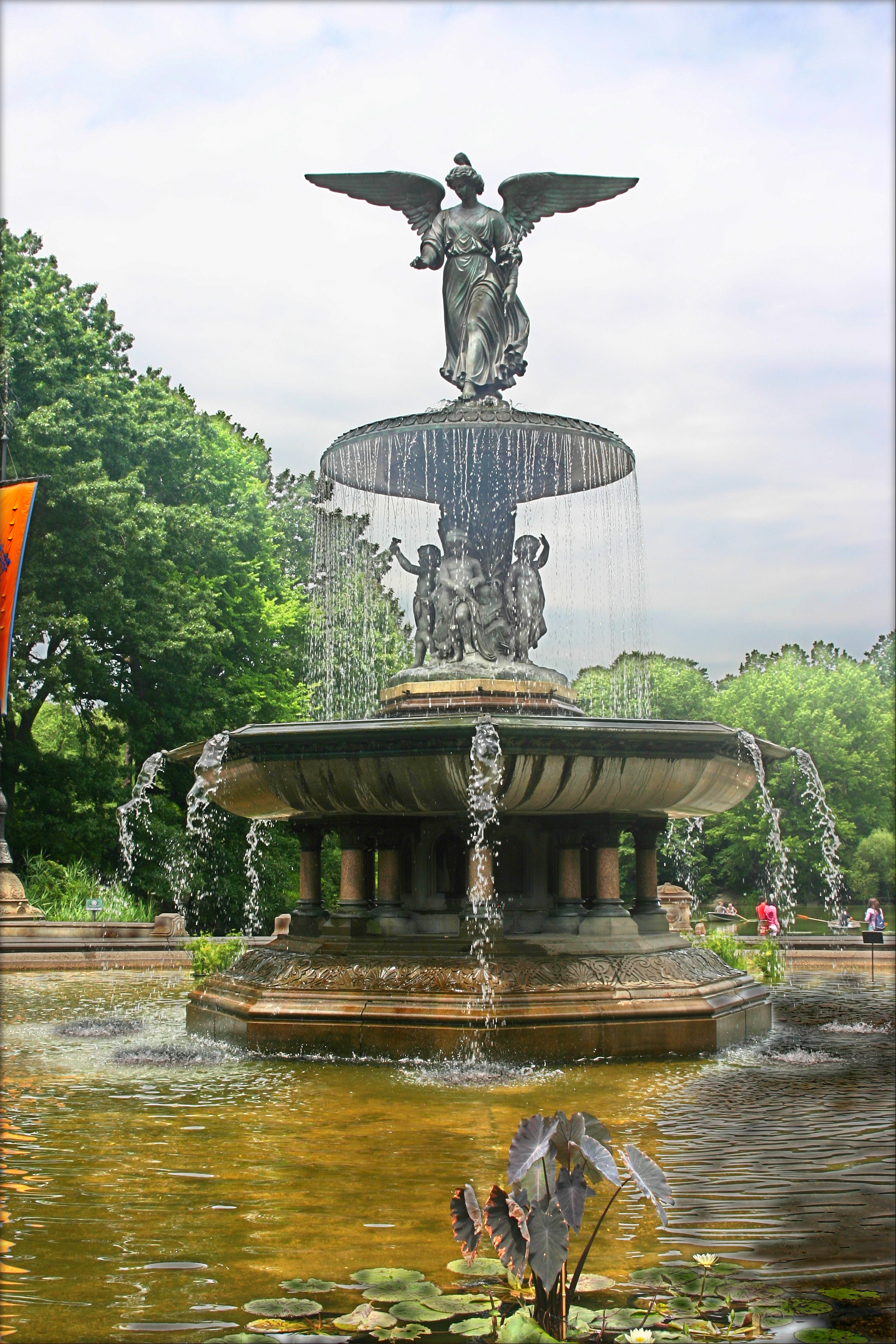
Angel of the Waters, (1873)

Công viên Trung tâm là một phần trong bản Quy hoạch năm 1811; Tuy nhiên, từ năm 1821 đến 1855, dân số Thành phố New York tăng gấp bốn lần. Khi thành phố mở rộng, người dân tìm đến những khu đất trống, chủ yếu là các nghĩa trang, để tránh tiếng ồn và sự náo nhiệt ở đô thị
William Cullen Bryant, nhà thơ và biên tập viên tờ Evening Post (nay là New York Post), lên tiếng về việc cần thiết lập một công viên rộng lớn cho thành phố New York; đến năm 1844, Andrew Jackson Downing, kiến trúc sư cảnh quan đầu tiên ở Mỹ, khởi sự vận động thành lập công viên. Nhiều nhân vật thế lực ở New York cũng cảm thấy cần có một địa điểm rộng thoáng và thanh lịch, tương tự như Bois de Boulogne ở Paris hoặc Công viên Hyde ở Luân Đôn. Sau một nỗ lực bất thành trong năm 1850-51 nhằm quy hoạch khu Jones’s Wood, đến năm 1853 viện lập pháp New York quyết định dành khu đất rộng 700 mẫu Anh (280 ha) nằm giữa đường 59 và đường 106 để làm công viên, chỉ tính giá đất là hơn 5 triệu USD.
Năm 1857, Frederick Law Olmsted và Calvert Vaux phát triển bản "Quy hoạch Greensward" đoạt giải trong cuộc thi thiết kế tổ chức năm 1857. Olmsted xem công viên là có tầm quan trọng đặc biệt bởi vì nó là công viên thực thụ đầu tiên của cả nước; có lẽ quan điểm này được khơi mở từ những chuyến đến thăm châu Âu của ông trong năm 1850. Olmsted có ấn tượng sâu sắc về Công viên Birkenhead và Derby Arboretum tại Anh.
Thiết kế cũng chịu ảnh hưởng từ những nghĩa trang có cảnh quan đẹp như Mount Auburn (Cambridge, Massachusetts) và Green-Wood (Brooklyn, New York), những hình mẫu về sự tĩnh lặng, yên bình, và vẻ đẹp của thiên nhiên. Phát kiến nổi bật nhất trong bản thiết kế Công viên Trung tâm là những hệ thống "khép kín và biệt lập" dành riêng cho người đi bộ, đi xe đạp, cưỡi ngựa, và các phương tiện vận chuyển để vui chơi.
Vaux thiết kế 36 cây cầu với các loại vật liệu khác nhau từ đá thô, granite, đến thép đúc có hoa văn, không hề giống nhau. 
Ngoài Olmsted và Vaux, còn có những người khác cùng chịu trách nhiệm tiến hành bản "Quy hoạch Greensward": Jacob Wrey Mould (kiến trúc sư), Ignaz Anton Pilat (phụ trách mảng thực vật), George Waring (kỹ sư), và Andrew Haswell Green (chính trị gia).

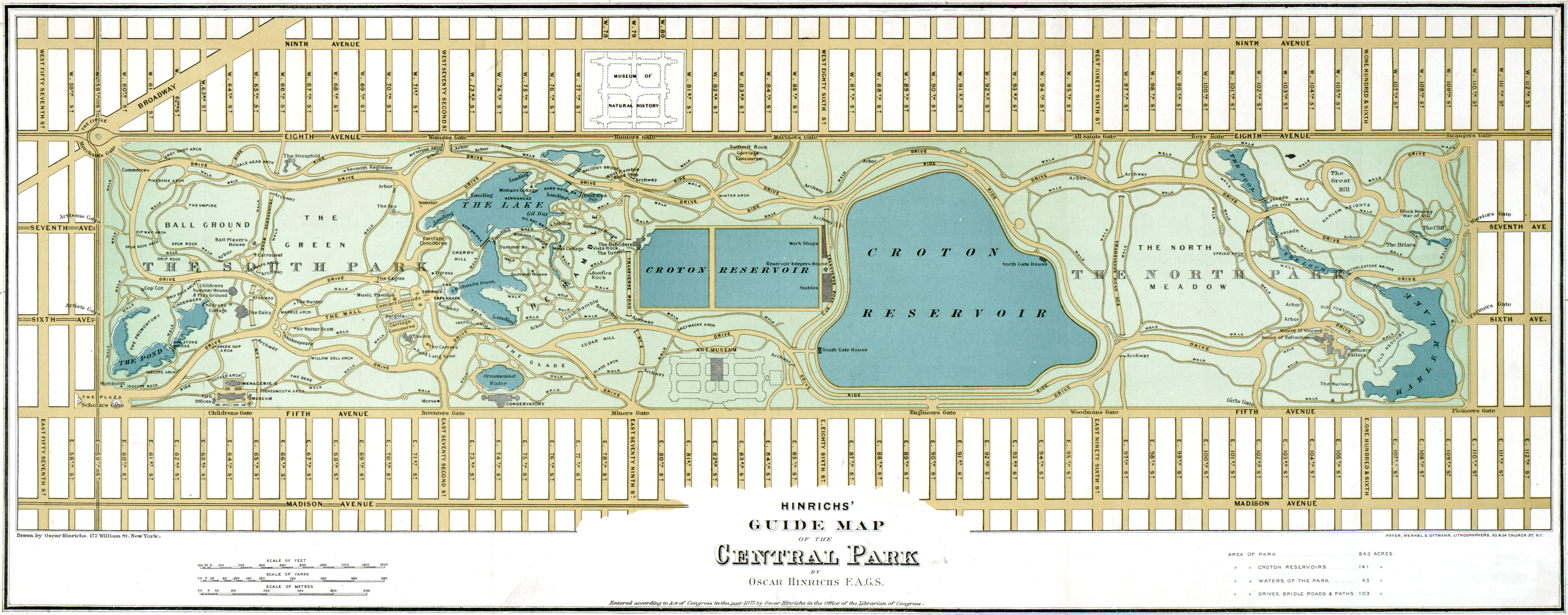
Bản đồ Công viên Trung tâm từ năm 1875

Trước khi xây dựng công viên, người ta cho giải tỏa và di dời khoảng 1 600 cư dân đang sinh sống trên khu đất, hầu hết là những người nghèo khổ thuộc thành phần da đen được tự do, và người gốc Anh hoặc Ái Nhĩ Lan. Phần lớn sống trong những ngôi làng nhỏ.
Từ năm 1860 đến 1873, hầu hết những trở ngại đều được gỡ bỏ, việc xây dựng công viên cơ bản đã hoàn thành. Hơn 14 000 m³ đất màu được vận chuyển từ New Jersey do đất tại chỗ không đủ màu mỡ để trồng các loại thực vật theo bản Quy hoạch Greensward. Hơn bốn triệu cây cao, cây bụi, và các loại thực vật khác đại diện cho hơn 1 500 chủng loại được đem đến trồng tại công viên.
Lượng thuốc nổ được sử dụng để phát quang còn nhiều hơn trong trận Gettysburg trong cuộc Nội chiến Mỹ.
Từ thập niên 1860, một đàn cừu được nuôi thả ở cánh đồng Sheep Meadow, nhưng đến năm 1934 người ta phải dời chúng đi nơi khác vì sợ chúng bị làm thịt do tay người dân New York, lúc ấy đang vật vã trong cơn Đại Suy thoái.

### 1900–1960

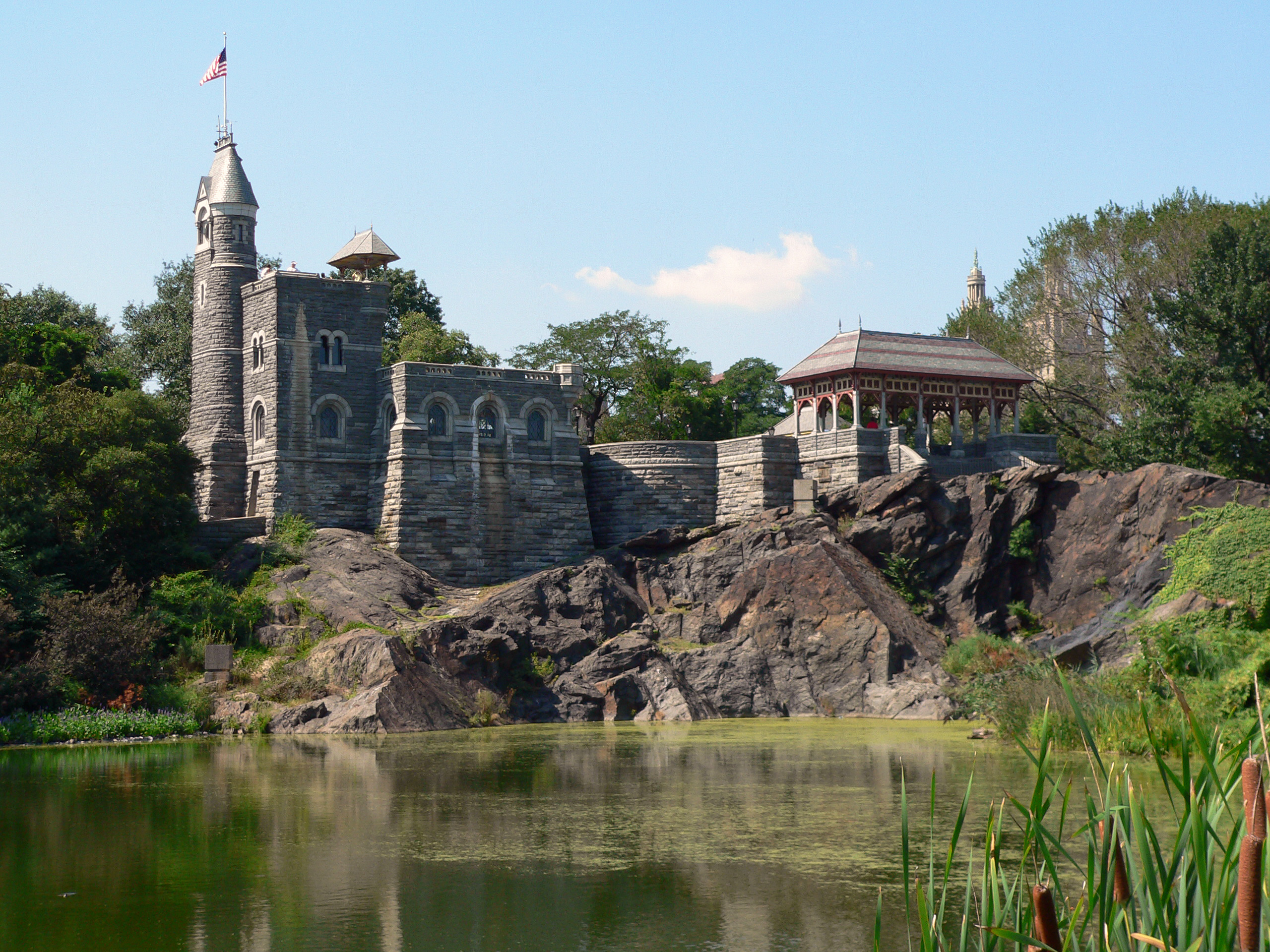
Lâu đài Belvedere, Công viên Trung tâm, xây dựng năm 1869

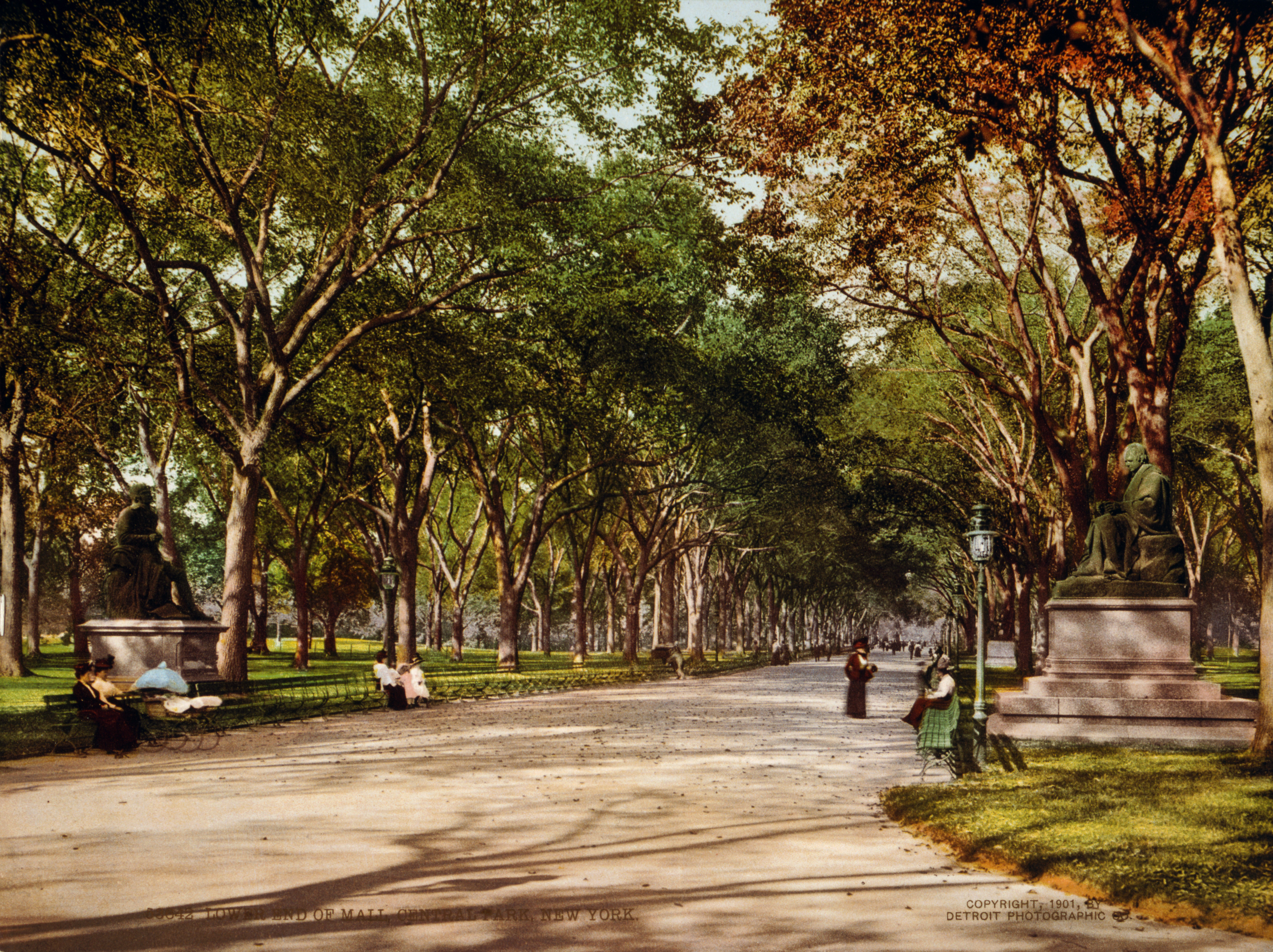
đoạn cuối quảng trường ở giữa, năm 1901

Ngay sau khi hoàn thành, công viên mau chóng bị suy tàn. Một trong những nguyên nhân chính là công viên không có sự quan tâm của guồng máy chính trị Tammy Hall, khi ấy đang là lực lượng hùng mạnh tại New York.
Đến đầu thế kỷ 20, công viên lại đối đầu thêm những thử thách. Xe hơi trở nên phổ biến, gây ô nhiễm, và khiến người dân thay đổi thái độ. Không còn những công viên dành riêng cho người đi bộ và dã ngoại trong khung cảnh thiên nhiên tĩnh lặng, các môn thể thao và những trò vui chơi giải trí cũng bắt đầu chen chân giành chỗ. Sau khi Ủy ban Công viên Trung tâm bị giải tán năm 1870, Andrew Green từ bỏ đề án, và sau khi Vaux qua đời năm 1895, những nỗ lực bảo tồn công viên dần bị lãng quên, người ta không còn quan tâm đến việc trồng mới hoặc thay thế cây cối, cây bụi, và các loại thực vật khi chúng bị chết, cũng cùng chung số phận là những bãi cỏ bị tàn úa. Trong suốt vài thập niên, giới hữu trách chẳng chịu làm gì để hạn chế nạn phá hoại và xả rác trong công viên.
Theo những gì ghi lại trong quyển The Power Broker (1974) của nhà sử học Robert Caro:
Những bãi cỏ, không được chăm sóc, chỉ còn là những vùng trơ trọi đất, lởm chởm với cỏ dại, thành những ổ gà đầy bụi khi thời tiết khô ráo, và thành những hố bùn khi ẩm ướt.
Song tất cả bắt đầu thay đổi khi ứng viên đảng Cộng hòa Fiorello La Guardia đắc cử Thị trưởng New York năm 1934. Ông sáp nhập năm phòng ban liên quan thành một đơn vị. Robert Moses được giao trách nhiệm làm sạch công viên. Moses, về sau trở thành nhân vật có thế lực nhất New York, nhận bàn giao một công trình trên thực tế chỉ còn là một đống hỗn độn.
Trong vòng một năm, Moses xoay xở để tẩy uế Công viên Trung tâm và những công viên khác trong thành phố. Người ta bắt đầu trồng lại cỏ và hoa, thay thế các cây trồng đã chết, rửa sạch những bức tường, và sửa chữa những cây cầu. Một thay đổi ngoạn mục khác xảy ra khi Moses quyết định di dời Hoover Valley, một khu nhà ở tồi tàn, và biến nó thành một bãi cỏ rộng 30 mẫu Anh (12 ha) gọi là Great Lawn. Một số công trình xây dựng và chỉnh trang cũng được tiến hành như tích nước cho Hồ Croton Lower, nhờ đó mà kiến tạo Great Lawn.
Mục tiêu kiến tạo một không gian tĩnh mịch của bản Quy hoạch Greensward kết hợp với viễn kiến của Moses về một công viên giải trí đa dạng với 19 sân chơi, 12 sân bóng đang được hình thành. Moses cũng xoay xở để tìm kiếm nguồn thu từ chương trình New Deal cũng như từ sự đóng góp của công chúng.

### 1960–1980

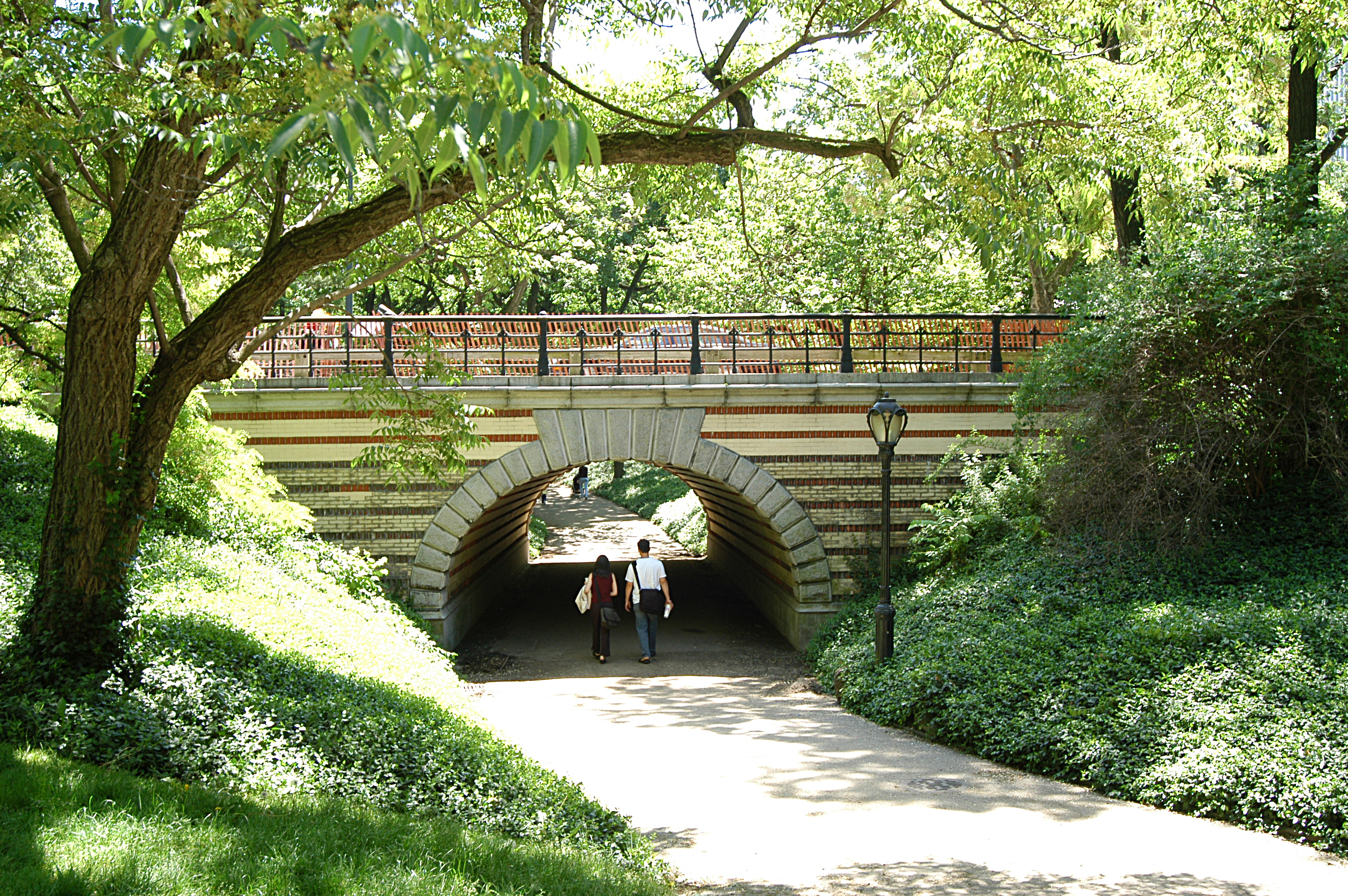
Một trong những cây cầu trong công viên, chúng không hề giống nhau.

Thập niên 1960 đánh dấu sự khởi đầu của một giai đoạn đầy sự kiện ở Công viên Trung tâm, phản ánh những trào lưu chính trị và văn hóa của thời đại. Festival Shakespeare in the Park với Dàn nhạc Giao hưởng New York và Đoàn Opera Metropolitan trình diễn tại Nhà hát Delacorte (1961), các cuộc trình diễn mùa hè tổ chức ở Sheep Meadow, và Great Lawn. Cuối thập niên 1960, công viên trở thành địa điểm tổ chức các sự kiện văn hóa như Love-Ins và Be-Ins của thời kỳ này. Suốt thập niên 1970, tại công viên người ta tổ chức những buổi tụ tập, biểu tình, festival, và hòa nhạc với quy mô lớn chưa từng có.
Mùa hè năm 1966, John V. Lindsay, Thị trưởng New York (1966-73) ra lệnh cấm xe hơi trong Công viên Trung tâm vào những ngày cuối tuần để ưu tiên người đi xe đạp và khách tham quan, chính sách ấy vẫn còn được áp dụng cho đến ngày nay.
Mặc dù số lượng khách tham quan gia tăng, việc Robert Moses rời khỏi công viên trong năm 1960 đánh dấu sự khởi đầu của giai đoạn suy thoái kéo dài hai mươi năm. Thành phố New York cũng đang trải qua giai đoạn biến đổi về kinh tế và xã hội, khi nhiều cư dân bỏ khu vực nội thị để đến sinh sống ở ngoại ô nhằm tránh tệ nạn xã hội. Sở Quản lý Công viên, do bị cắt giảm ngân sách và thiếu nhân lực chuyên môn cao, tự xoay xở bằng cách mời gọi tất cả các hoạt động dịch vụ nhằm lôi kéo khách tham quan mà không quan tâm đến những ảnh hưởng tiêu cực; thêm vào đó là khâu quản lý bất cập và công tác bảo quản yếu kém làm tình hình càng tồi tệ hơn.
Đến giữa thập niên 1970, sự tắc tránh trong việc quản lý công viên làm trầm trọng thêm các vấn nạn của thành phố. "Quản lý tồi cùng với bảo quản yếu kém trong nhiều năm đã biến một kiệt tác của nghệ thuật kiến trúc cảnh quan thành một đống bẩn thỉu vào ban ngày và một ổ tội phạm vào ban đêm," Tình trạng của công viên ngày càng tệ hại hơn, rồi đến giai đoạn bùng phát nạn phá hoại tài sản công, tệ cát cứ, và các hoạt động ngầm khác.
Vào thời điểm bắt đầu xuất hiện các nhóm công dân tình nguyện kêu gọi cải tạo công viên bằng cách gây quỹ và vận động các hoạt động thiện nguyện. Một trong những nhóm này, Quỹ Cộng đồng Công viên Trung tâm, mở một cuộc nghiên cứu về công tác quản lý công viên, đưa ra hai kết luận:
- Cần thiết lập một vị trí lãnh đạo tập trung, chịu trách nhiệm giám sát cả việc lập kế hoạch và điều hành công viên.
- Lập một ban công dân kiểm tra.

Năm 1979 Ủy viên phụ trách các công viên, Gordon Davis, thành lập Văn phòng Trưởng ban Công viên Trung tâm, và bổ nhiệm giám đốc cho một tổ chức công dân, Ban Đặc nhiệm Công viên Trung tâm, vào chức vụ này. Năm sau, Ban Bảo tồn Công viên Trung tâm cũng được thành lập với mục đích hỗ trợ văn phòng và những đề xuất của Trưởng ban.

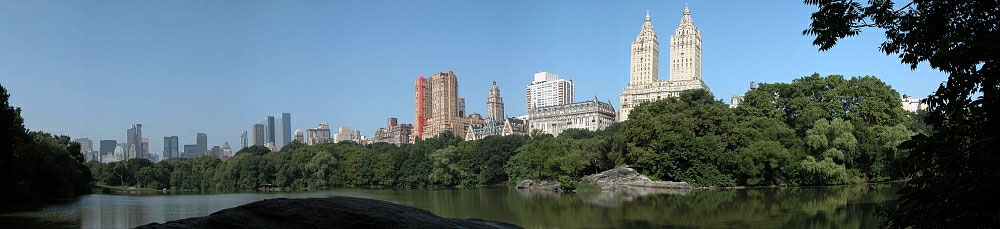
Công viên Trung tâm năm 2004

### 1980 đến nay

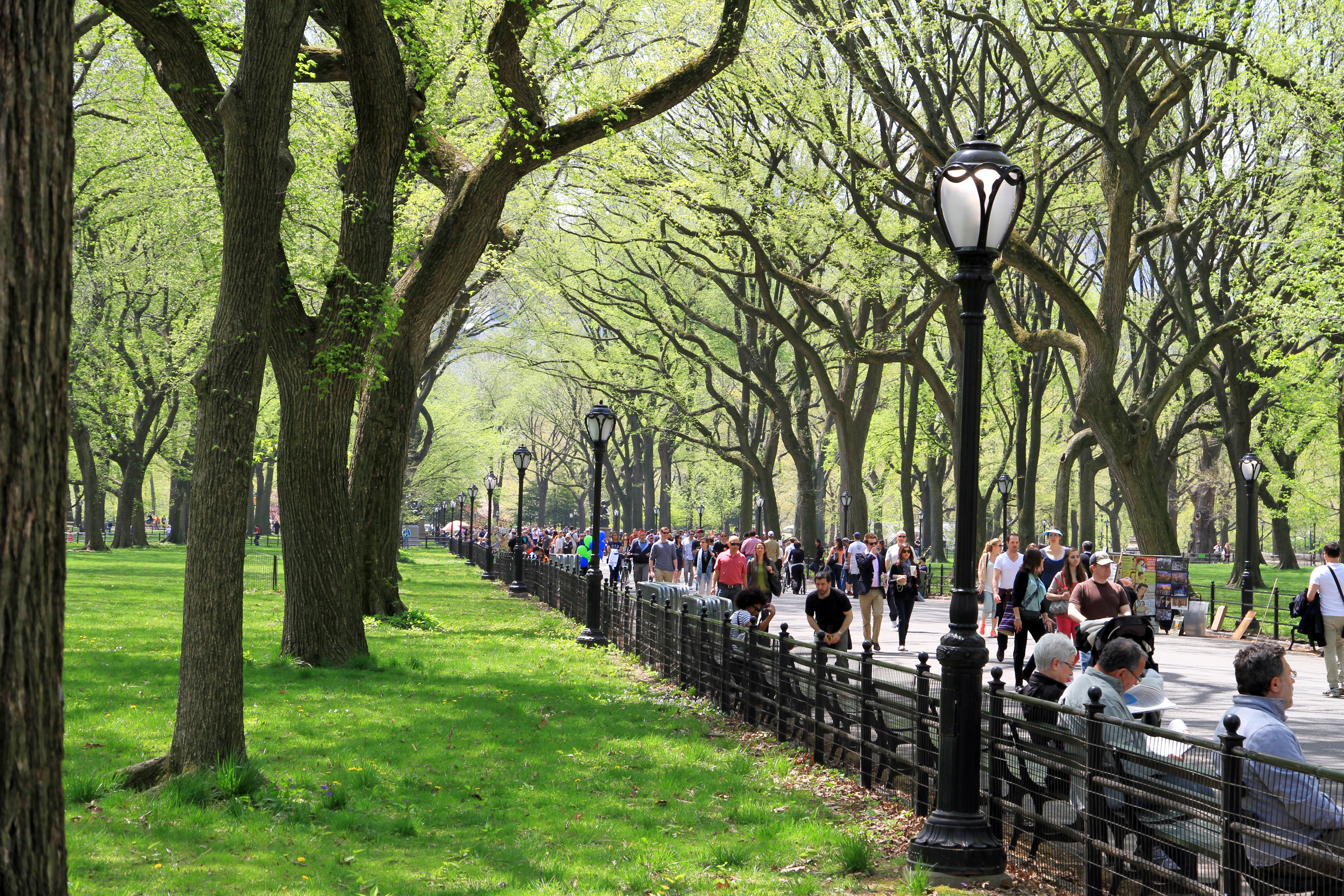
The Mall, quảng trường ở giữa

Dưới sự lãnh đạo của Ban Bảo tồn Công viên Trung tâm, tiến trình cải tạo công viên khởi đầu với những bước khiêm tốn nhưng đầy ý nghĩa, làm lộ rõ những khiếm khuyết và bất cập của cơ cấu và nguồn lực hiện hành của Sở Quản lý Công viên.
Đến đầu thập niên 1980, Ban Bảo tồn tiến hành kế hoạch phục hồi công viên với sự hỗ trợ của các chuyên gia tư vấn bên ngoài. Nó tạo sức bật cho các đề án thăm dò được thành phố cung cấp ngân quỹ, chuẩn bị cho một kế hoạch toàn diện nhằm tái thiết công viên.
Kế hoạch phục hồi công viên được tiến hành đồng bộ với tiến trình tái cơ cấu bộ máy hành chính, theo đó công viên được chia thành hai khu vực, mỗi khu vực có một giám sát viên chịu trách nhiệm bảo tồn những mảng đã được phục hồi.
Hệ thống quản lý theo khu vực được nhân rộng lên đến bốn mươi chín khu vực. Mỗi khu vực trong công viên thực hiện chức trách chăm sóc, bảo quản hằng ngày.
Ngày 23 tháng 10 năm 2012, quản lý quỹ đầu tư và tỷ phú John A. Paulson công bố một quà tặng 100 triệu USD đến Ban Bảo tồn Công viên Trung tâm, cũng là phần hiến tặng tiền tệ lớn nhất đối với hệ thống công viên thành phố New York.

## Hoạt động của Công viên Trung tâm

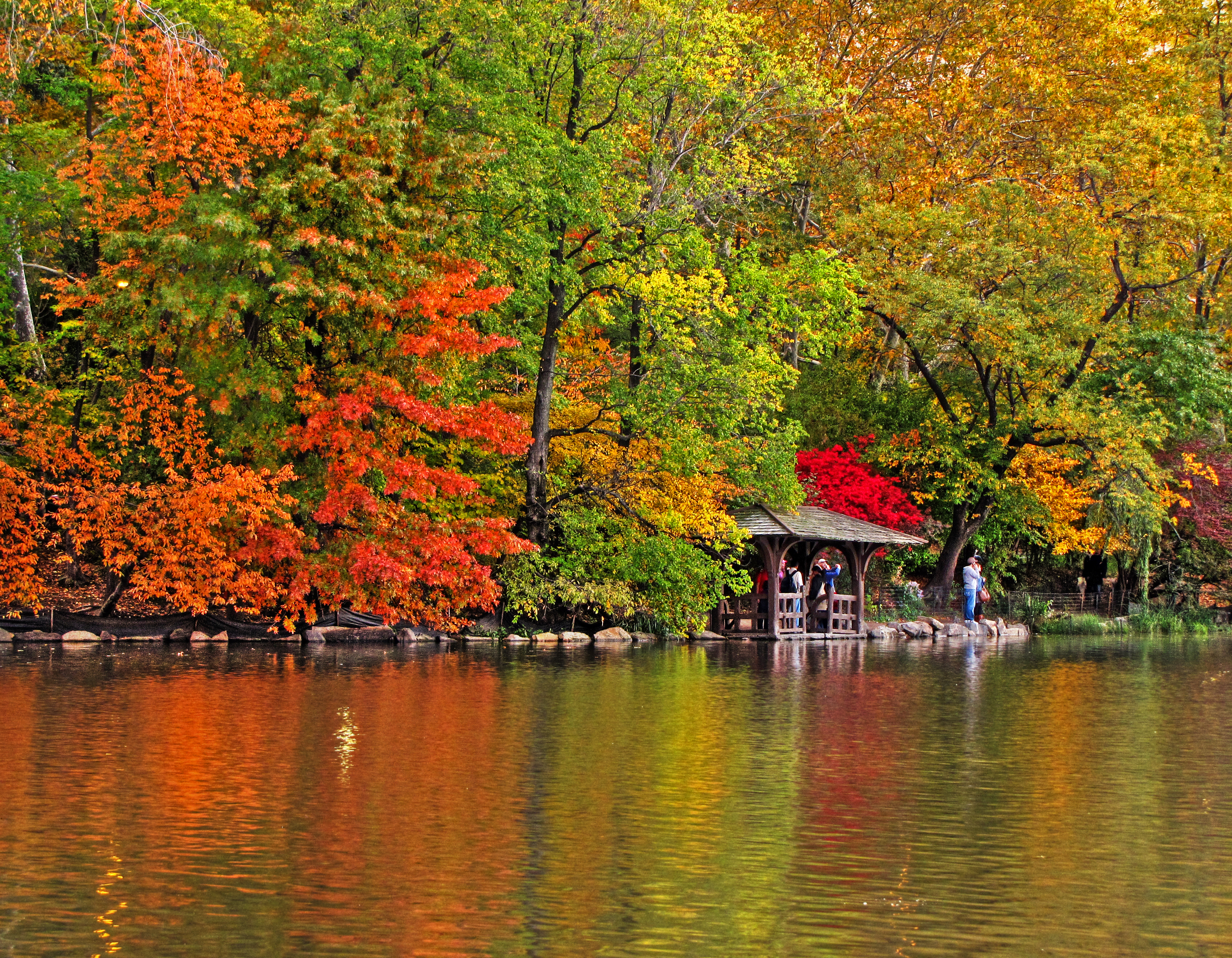
Một điểm quan sát cạnh hồ

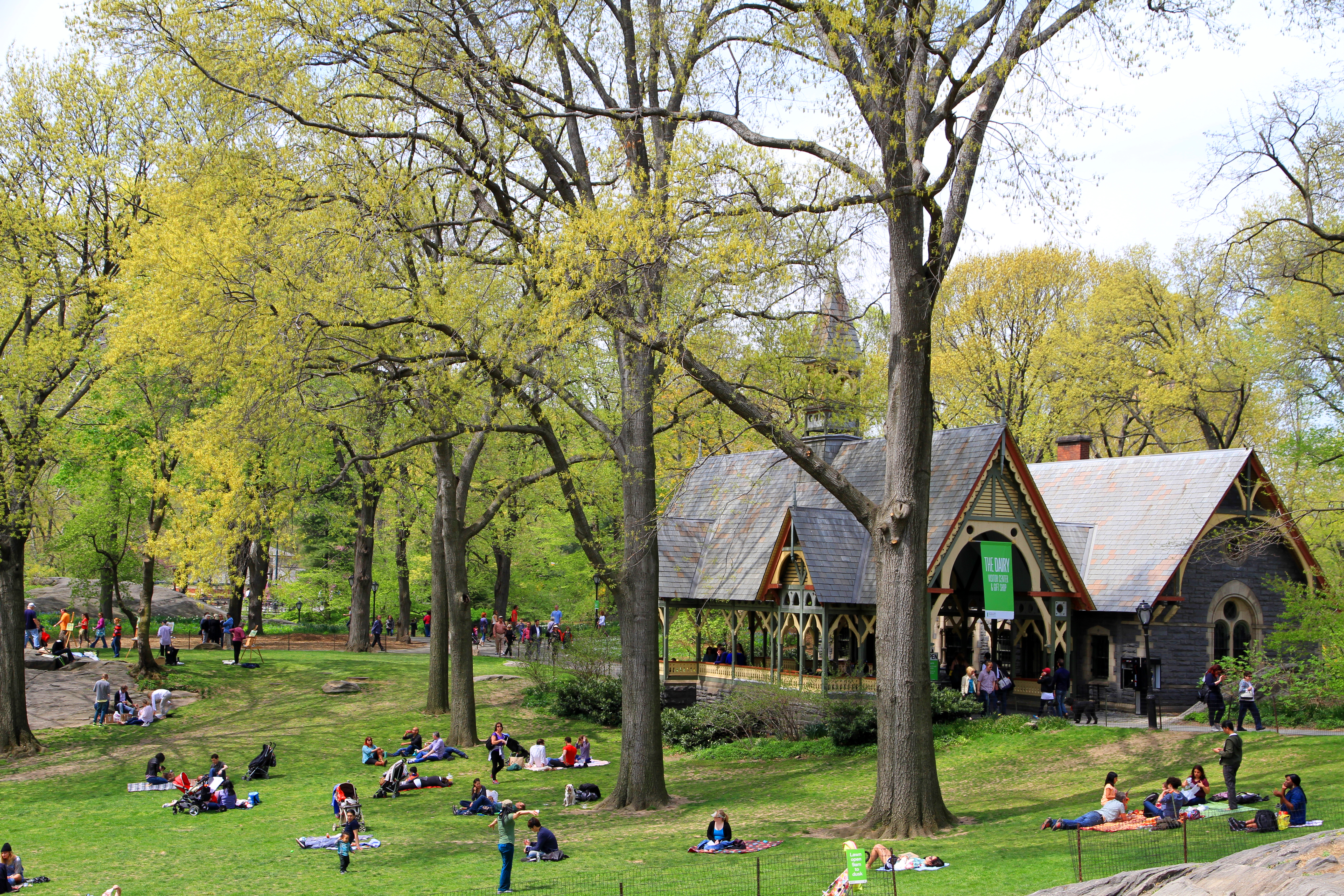
Trại sữa

- Vườn chim: Một khu vực nhiều cây cối trong công viên gọi là "The Ramble" rất được những người quan tâm đến các loài chim yêu thích. Vào mùa xuân và mùa thu, người ta có thể tìm thấy nhiều chủng loại chim trong khu "The Ramble".
- Thuyền: Thuyền chèo và xuồng kayak được cho thuê theo giờ tại Bến thuyền Loeb, tại đây cũng có một nhà hàng nhìn xuống hồ.
- Xe ngựa kéo: công nghiệp xe ngựa được phục hồi tại thành phố New York trong năm 1935,[24] được đưa lên phim ảnh; người phụ nữ đánh xe ngựa đầu tiên, Maggie Cogan, được đưa tin năm 1967.[25]
- Xe xích lô: Xe xích lô được sử dụng ở khu vực phía nam của công viên, cùng chỗ với khu xe ngựa kéo.

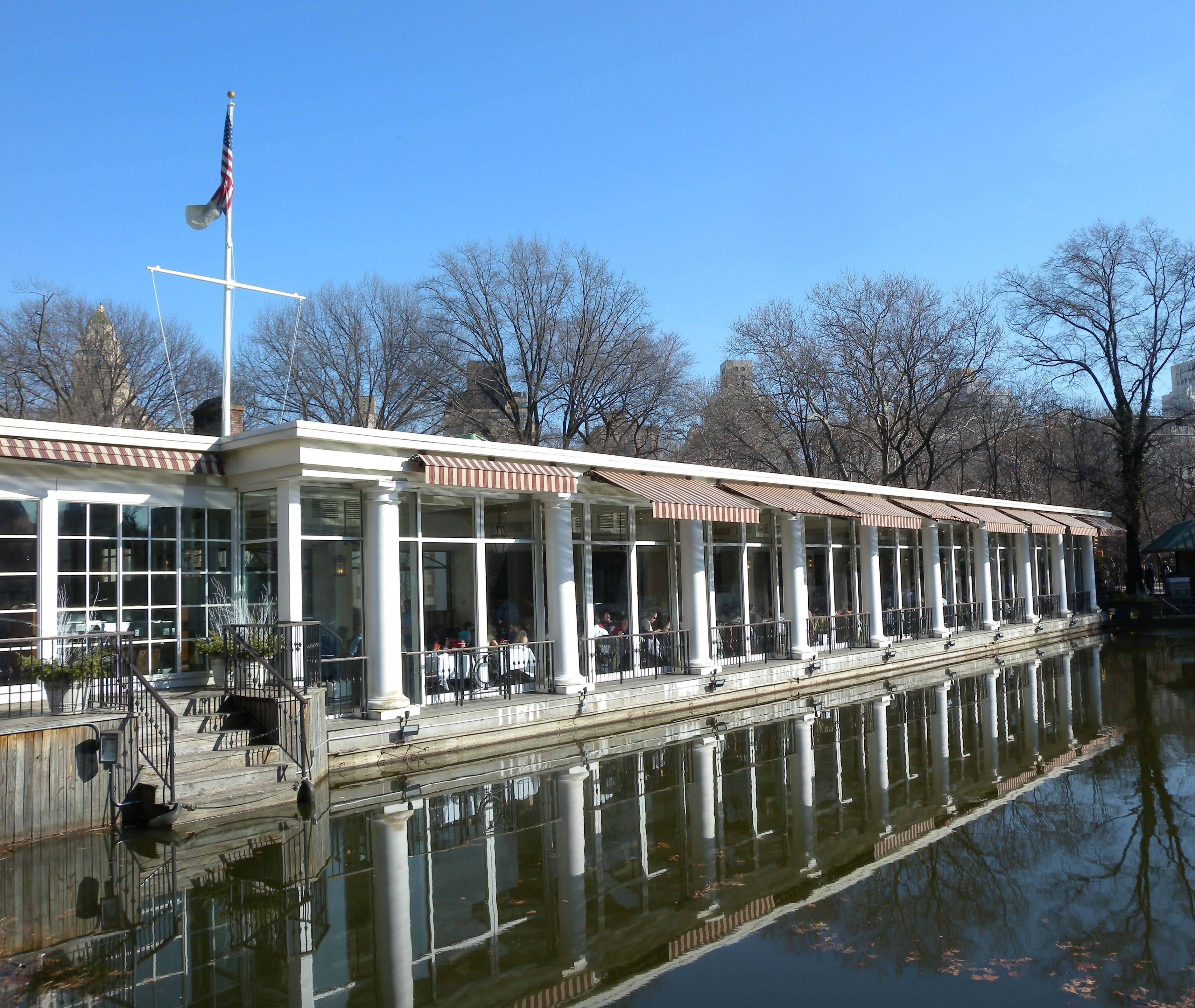
Café Bến thuyền

- Thể dục thể thao: Park Drive, dài khoảng, là khu vực dành cho người chạy bộ, đi xe đạp, và trượt patin. Có nhiều cuộc đua được tổ chức ở đây vào những ngày cuối tuần. Mức đến của cuộc đua Marathon Thành phố New York ngay bên ngoài nhà hàng Tavern on the Green trong Công viên Trung tâm. Nhiều cuộc đua chuyên nghiệp được tổ chức tại đây. Cũng có nhiều sân bóng chày, sân bóng rổ, quần vợt, croquet, và bowling trên cỏ.
  - Leo núi đá: Núi đá bị băng bào mòn thu hút những người thích leo núi
  - Trượt băng: Công viên có hai sân trượt băng, Wollman Rink và Lasker Rink, vào mùa hè chúng được sử dụng như những hồ bơi ngoài trời.
- Trò kéo quân: Trò kéo quân hiện đang được sử dụng đã được lắp đặt từ năm 1951, là một trong những nhà lồng trò kéo quân lớn nhất nước Mỹ. Solomon Stein and Harry Goldstein tạo tác bảy mươi tám con ngựa gỗ được chạm khắc bằng tay và hai chiếc xe trong năm 1908. Trước đó, trò kéo quân này đã được lắp đặt tại Đảo Coney ở Brooklyn.
- Sân chơi: Có 21 sân chơi dành cho trẻ em rải rác khắp công viên. Heckscher Playground là sân chơi lớn nhất với diện tích 3 mẫu Anh (12.000 m2), sân chơi này được đặt theo tên của August Heckscher.
- Nhà hát Rối Swedish Cottage: Được đặt bên trong Swedish Cottage. Khởi thủy kiến trúc này là ngôi trường mẫu ở Thụy Điển làm bằng gỗ thông và gỗ tuyết tùng bản địa. Người ta tháo nó ra và chở đến Mỹ để ráp lại để trưng bày trong Triển lãm Trăm năm 1876 ở Philadelphia. Omsted chú ý đến kiến trúc này và mang nó về Công viên Trung tâm năm 1877.
- Vườn thú: Khởi đầu từ thập niên 1860 chỉ là một bầy thú của gánh xiếc, rồi trở thành vườn thú đầu tiên của New York. Được nâng cấp trong năm 1934 với nhiều tòa nhà mới và một hồ sư tử biển. Đến giữa thập niên 1980, Vườn thú Công viên Trung tâm được trùng tu, thay thế những chuồng thú bằng môi trường sống tự nhiên. Được chia thành ba khu vực: nhiệt đới, ôn đới, và khí hậu địa cực, vườn thú là nơi ở của các loài kiến cắt lá, chim cánh cụt, và gấu vùng cực, cùng nhiều loài thú khác.
- Giải tríTrò kéo quân

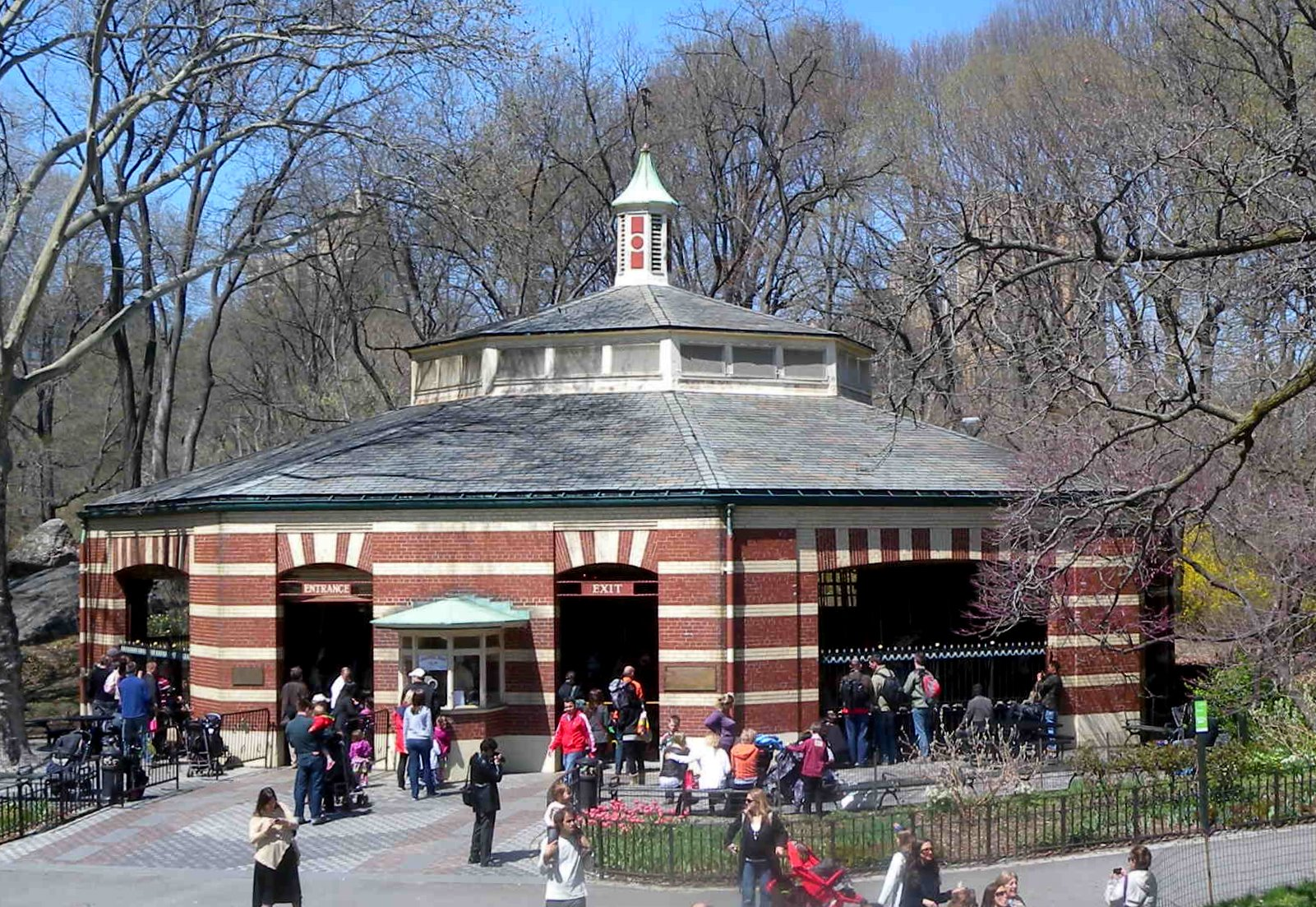
Trò kéo quân

  - Vào mùa hè, Nhà hát Công cộng trình bày miễn phí các chương trình ngoài trời với sự góp mặt của các nghệ sĩ nổi tiếng. Nhà hát Delacorte là địa điểm trình diễn mùa hè của Liên hoan Shakespeare New York.
  - Mùa hè, Dàn nhạc Giao hưởng New York trình diễn ngoài trời ở bãi cỏ Great Lawn, còn đoàn Opera Metropolitan trình bày hai vở opera. Nhiều buổi hòa nhạc được tổ chức tại công viên, trong đó có buổi trình diễn của Barbra Streisand năm 1967; The Supremes, 1970; Carole King, 1973; Bob Marley & The Wailers, 1975; America, 1979; Elton John, 1980; Simon and Garfunkel reunion, 1981; Diana Ross, 1983; Garth Brooks, 1997; the Dave Matthews Band, 2003; Bon Jovi, 2008;[26] và Andrea Bocelli, 2011.
  - Mỗi mùa hè, Tổ chức City Parks cung ứng chương trình Sân khấu Mùa hè, với nhiều buổi trình diễn miễn phí gồm các tiết mục âm nhạc, khiêu vũ, và phim ảnh.
  - Công viên là nơi sản sinh và cũng là địa điểm trình diễn của các nhóm nghệ thuật như Ban nhạc kèn đồng Công viên Trung tâm, được mời trình diễn hằng năm tại Nhà hát Cổ điển New York.

Công viên cũng là địa điểm tổ chức hòa nhạc với số lượng khán giả kỷ lục khi ngôi sao nhạc đồng quê Garth Brooks trình diễn miễn phí tại đây vào tháng 8 năm 1997. Theo Sở Cứu hỏa New York, có khoảng 980 000 người tham dự.

## Nghệ thuật

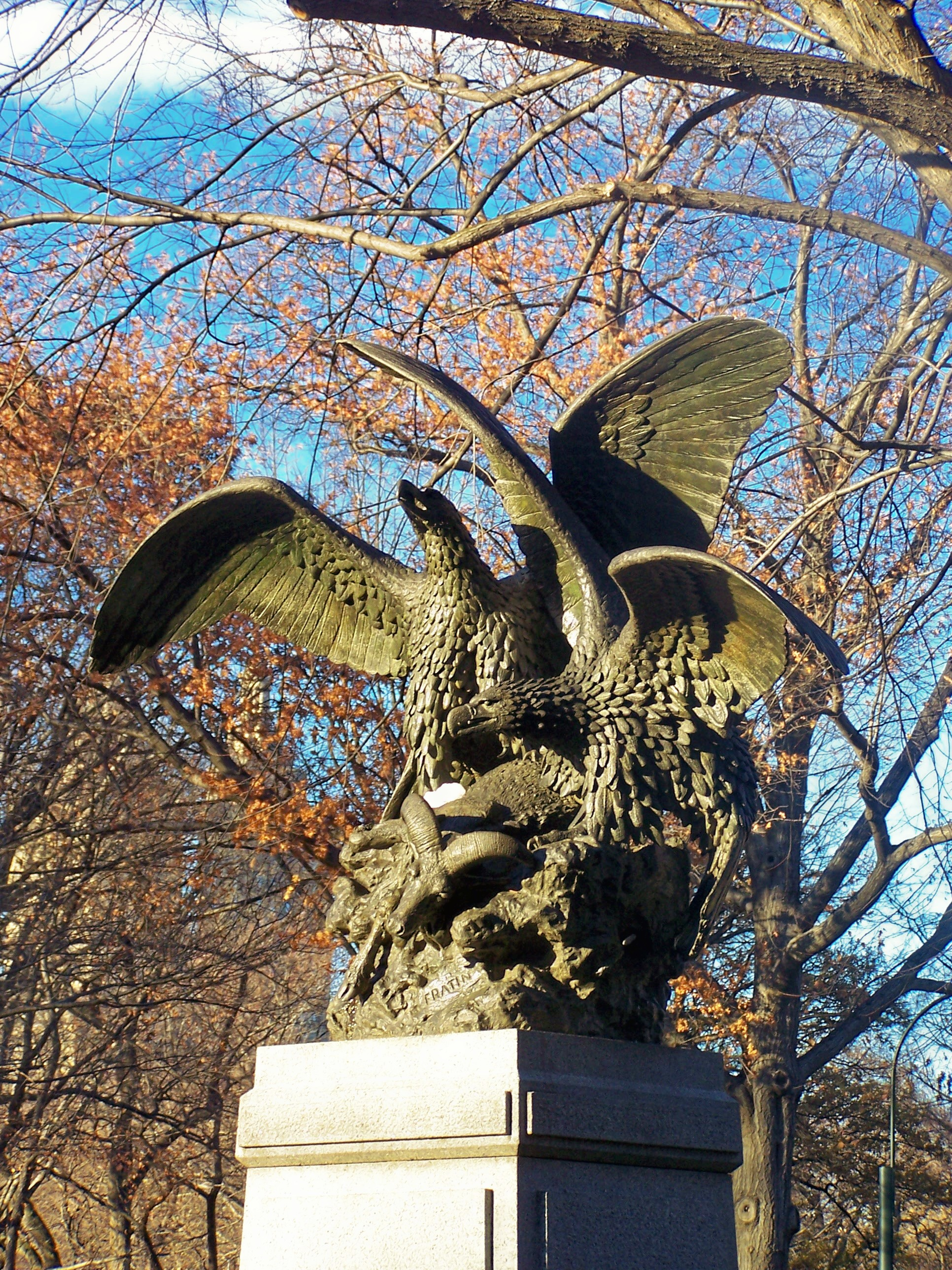
Một tác phẩm điêu khắc của Christophe Fratin.

- Điêu khắc: Có tổng cộng 29 tác phẩm của những nhà điêu khắc như Augustus Saint-Gaudens, John Quincy Adams Ward, và Emma Stebbins, hầu hết đều là tặng phẩm từ những cá nhân hoặc những tổ chức. Nhiều pho tượng các tác gia và nhà thơ được đặt trong một khu vực gọi là Literary Walk.
- Cleopatra’s Needle là cột tháp bằng đá granite, thuộc một ba chiếc tháp: một ở Paris, một ở Luân Đôn, và một được đặt tại Công viên Trung tâm. Mỗi chiếc cao khoảng 68–69 feet (khoảng 21m), nặng khoảng 180 tấn. Đầu tiên, pharaoh Thutmose cho dựng chúng ở Đền thần Ra, ở Heliopolis, thời Ai Cập cổ đại (khoảng 1450 TCN), hai trăm năm sau pharaoh Rameses II cho khắc bảng vinh danh các chiến công của ông. Sau khi hoàng đế La Mã Augustus Caesar chinh phục Ai Cập, những cột tháp này bị di dời, rồi được mang đến Alexandria để ghi công Julius Caesar, đặt trước Caesarium ngôi đền do Cleopatra VII xây dựng nhằm vinh danh Mark Antony, do đó có tên "Cleopatra’s Needle.[28] Tháng 7, 1880, cột tháp này được đưa đến Công viên Trung tâm. Người ta phải dùng đến đội ngựa kéo 32 con để di chuyển cột tháp.
- Strawberry Fields: Vào ngày 9 tháng 10 năm 1985, lẽ ra là sinh nhật thứ 45 của John Lennon (Lennon mất năm 1980, ở tuổi 40), thành phố New York dành khu đất rộng 2, 5 mẫu Anh (10 000 m2), đối diện với chung cư Dakota nơi Lennon bị sát hại, làm địa điểm tưởng niệm Lennon. Các quốc gia trên khắp thế giới gởi các loại cây để trồng nơi đây, thành phố Naples, Ý, gởi tặng tấm đá khảm khắc chữ "Imagine".[29] Từ đó, Strawberry Fields trở thành nơi tụ tập tự phát để tưởng niệm. Những ngày sau khi xảy ra Sự kiện 11 tháng 9, nhiều người về đây để đốt nến thức canh cầu nguyện.
- The Gates: Suốt 16 ngày từ 12 – 27 tháng 2 năm 2005 Christo và Jeanne-Claude lắp đặt The Gates: 7 503 cái cổng bằng nhựa vinyl trên một lối đi dài 37 km (23 dặm). Mặc dù đây là một đề án gây nhiều tranh cãi (phải mất nhiều năm vận động, Christo và Jeanne-Claude mới có được sự chuẩn thuận), công trình nghệ thuật này thu hút nhiều khách tham quan.[30]

## Địa chất
Trong bốn loại móng ở Mahattan, có hai loại có mặt ở Công viên Trung tâm, đá phiến Manhattan và đá phiến Hartland.

## Quần thể thực vật

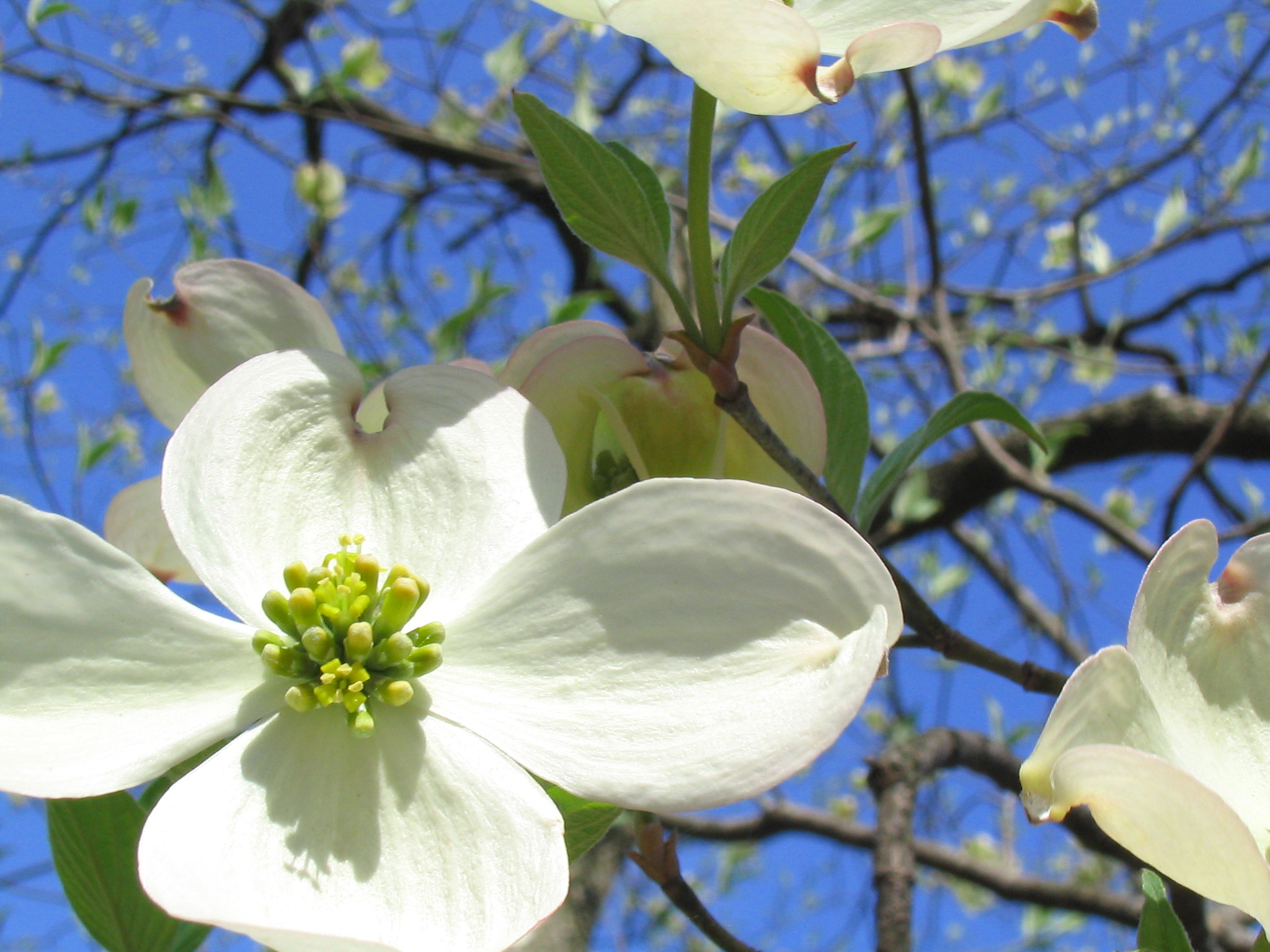
Hoa Flowering Dogwood

Công viên Trung tâm có hơn 25 000 loại cây, trong đó 1 700 cây đu Mỹ (American Elm).
Bản liệt kê các chủng loại thực vật có thể tìm thấy ở Công viên Trung tâm, bản địa hoặc ngoại nhập:
- Acer campestre Hedge maple
- Acer ginnala Amur maple
- Acer palmatum Japanese maple
- Acer platanoides Norway maple
- Acer pseudoplatanus Sycamore maple
- Acer saccharinum Silver maple
- Acer saccharum Sugar maple
- Aesculus glabra American buckeye
- Aesculus hippocastanum Common horsechestnut
- Aesculus pavia Red buckeye
- Aesculus x carnea Red horschestnut
- Ailanthus altissima Tree of heaven
- Aralia spinosa Devil's walkingstick
- Betula alleghaniensis Yellow birch
- Betula lenta Black birch
- Betula nigra River birch
- Betula papyrifera Paper birch
- Celtis occidentalis Hackberry
- Cedrus atlantica glauca Blue Atlas Cedar
- Cornus florida Flowering Dogwood
- Ginko biloba Ginko
- Gleditsia triacanthos Honey Locust
- Carpinus betulus European Hornbeam
- Liquidambar styraciflua Sweetgum
- Liriodendron tulipifera Tulip Tree
- Magnolia grandiflora Southern Magnolia
- Pinus strobus Eastern White Pine
- Platanus occidentalis American Sycamore
- Quercus alba White Oak
- Quercus palustris Pin oak
- Quercus rubra Red Oak
- Robinia pseudoacacia Black Locust
- Taxodium distichum Bald Cypress
- Tilia americana Basswood or American Linden
- Tilia cordata Little-leaf Linden
- Tsuga canadensis Canadian hemlock
- Ulmus americana American Elm

## Quần thể động vật

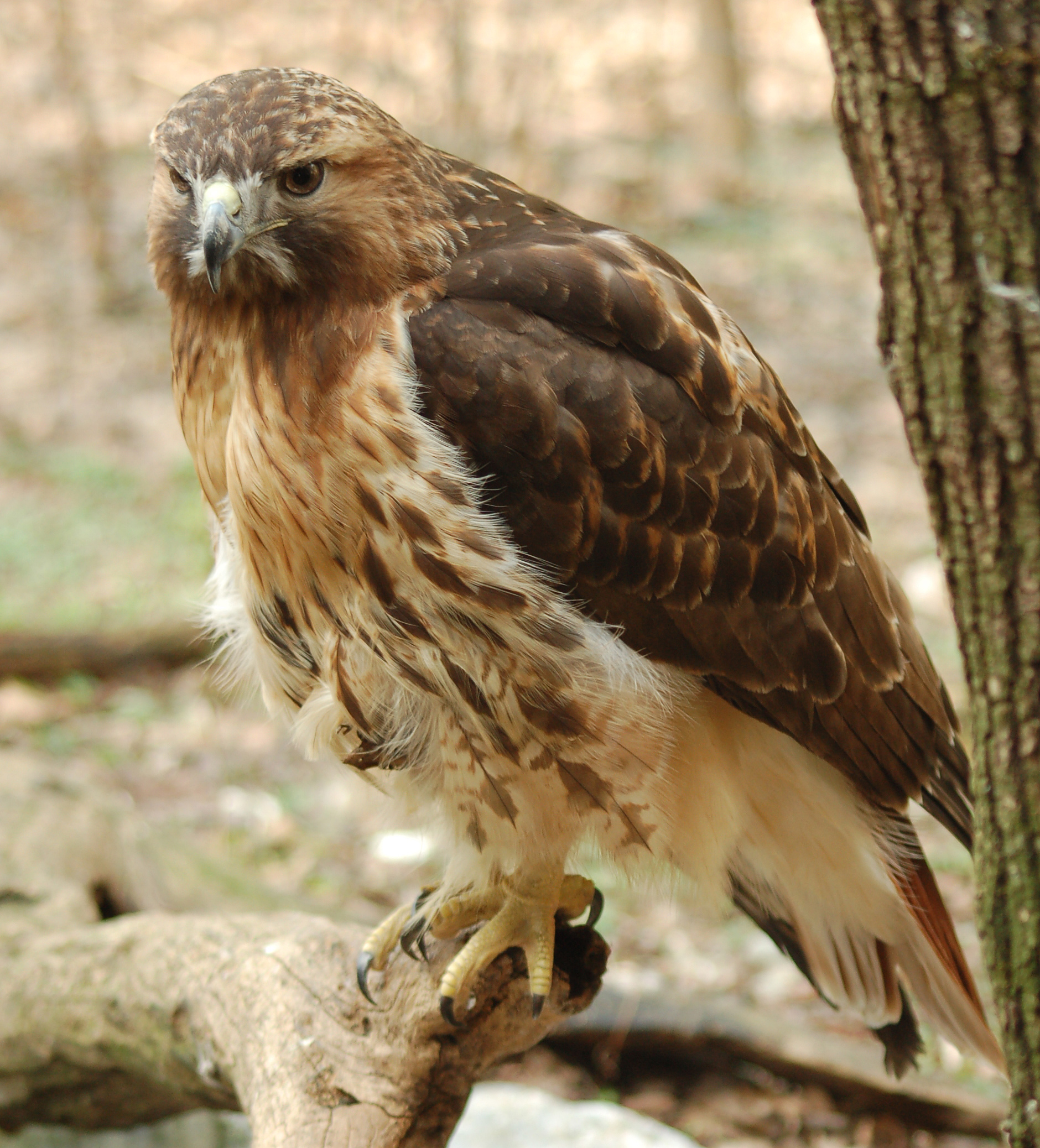
Diều hâu đuôi đỏ, một trong các loài chim có mặt ở Công viên

- Chim: Augustus G. Paine, Jr. và bạn ông, Lewus B. Woodruff đã thiết lập danh sách hơn 100 chủng loại chim tìm thấy trong công viên. Danh sách này đang được tiếp tục cập nhật.

Vào mùa xuân và mùa thu, các loài chim di trú vẫn thường ghé qua công viên. Hơn một phần tư chủng loại chim trên khắp Hoa Kỳ xuất hiện tại Công viên Trung tâm. 
- Động vật hữu nhũ
  - Gấu trúc Bắc Mỹ (Procyon lotor): loài thú sống trên cây này chỉ xuống đất kiếm ăn vào ban đêm đang gia tăng dân số trong công viên đến nỗi người ta phải cấm biển cảnh báo bệnh dại.
  - Sóc chuột miền Đông (Tamias striatus): dù không đông đảo, loài sóc này vẫn có mặt trong công viên.
  - Thú túi Virginia (Didelphis virginiana): loài thú túi này ban ngày nghỉ ngơi trên cây, đến đêm mới xuống đất kiếm ăn.
- Động vật chân đốt: Năm 2002, một loài rết mới được tìm thấy ở Công viên Trung tâm. Dài 10 mm, đây là loài rết nhỏ nhất thế giới.

## Hình ảnh

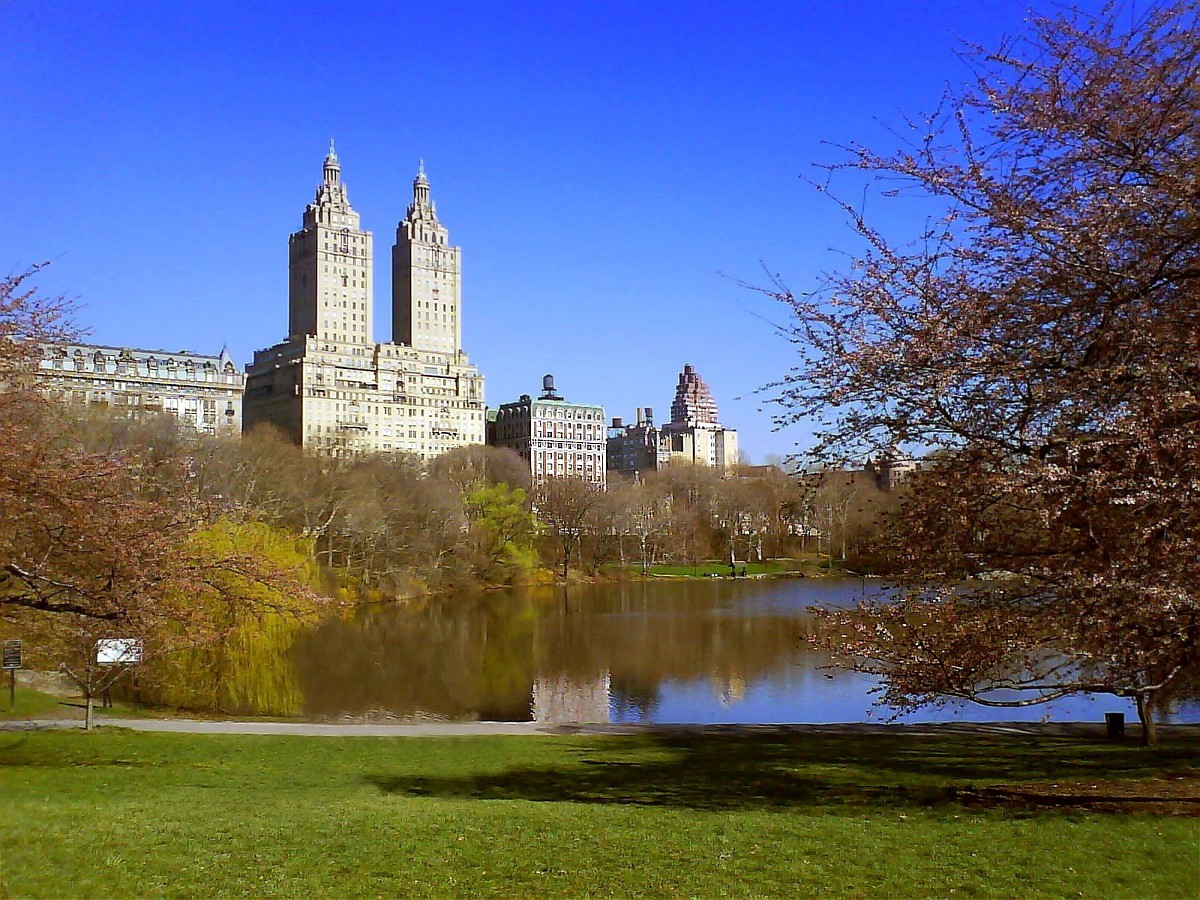
Hồ trong Công viên, Chung cư San Remo thấp thoáng ở xa
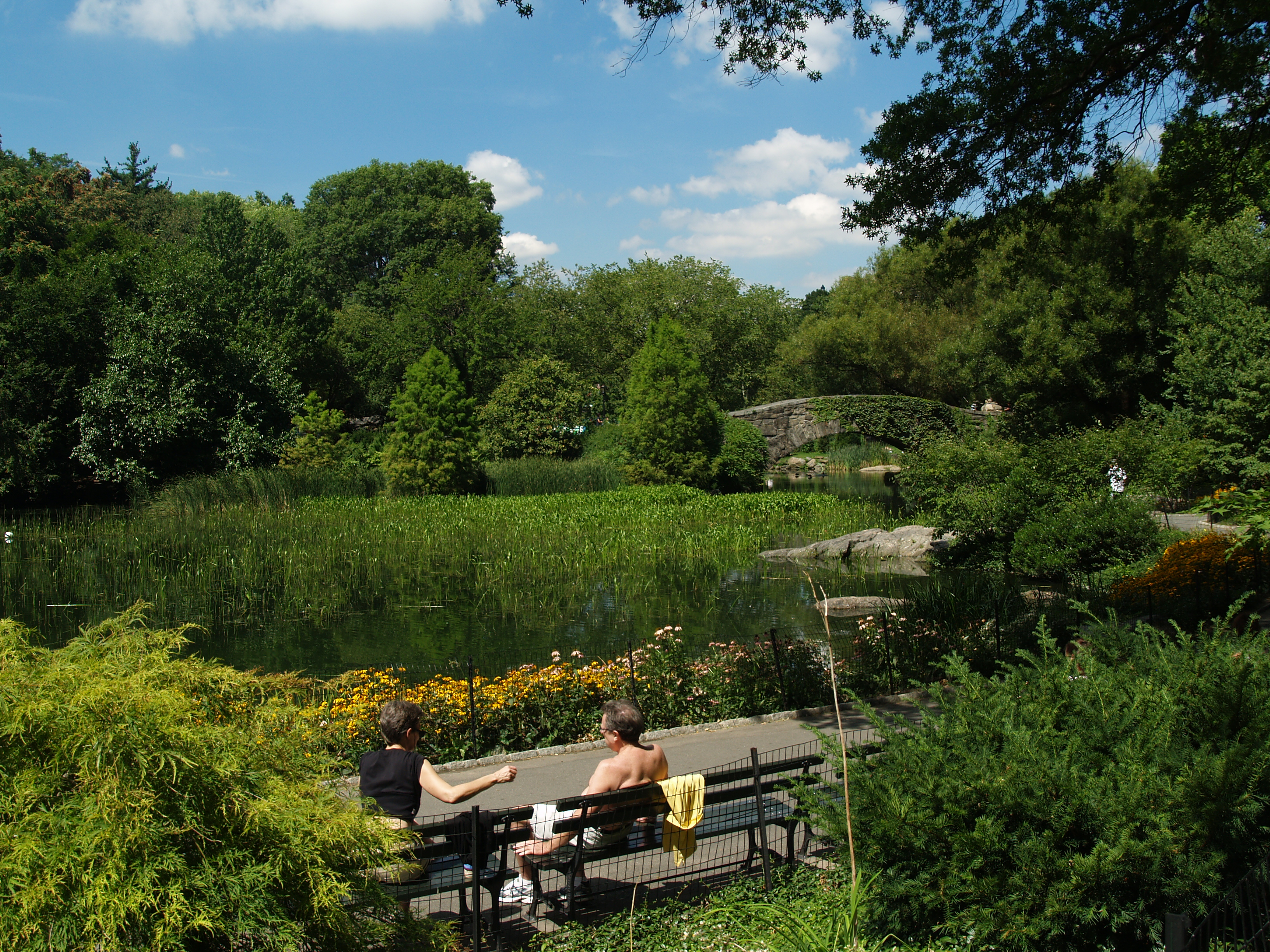
Công viên Trung tâm, khu hạ
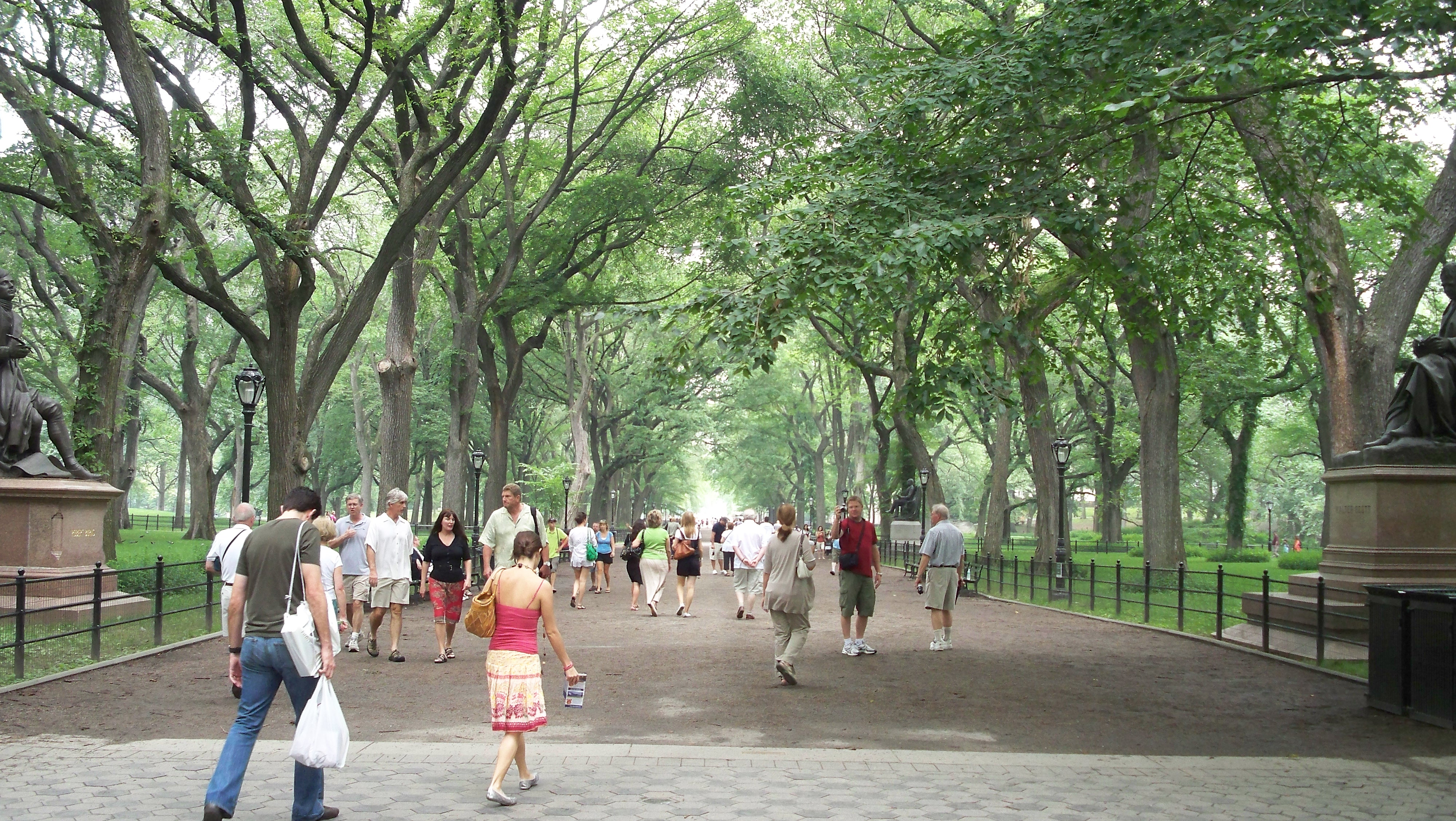
Đường Văn học
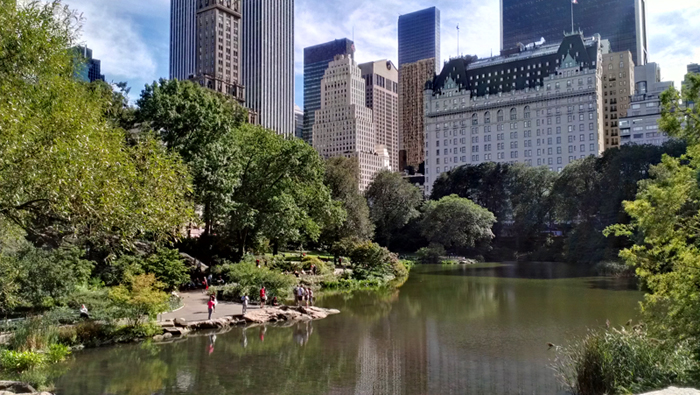
Ao trong Công viên, Khách sạn Plaza trong tầm nhìn
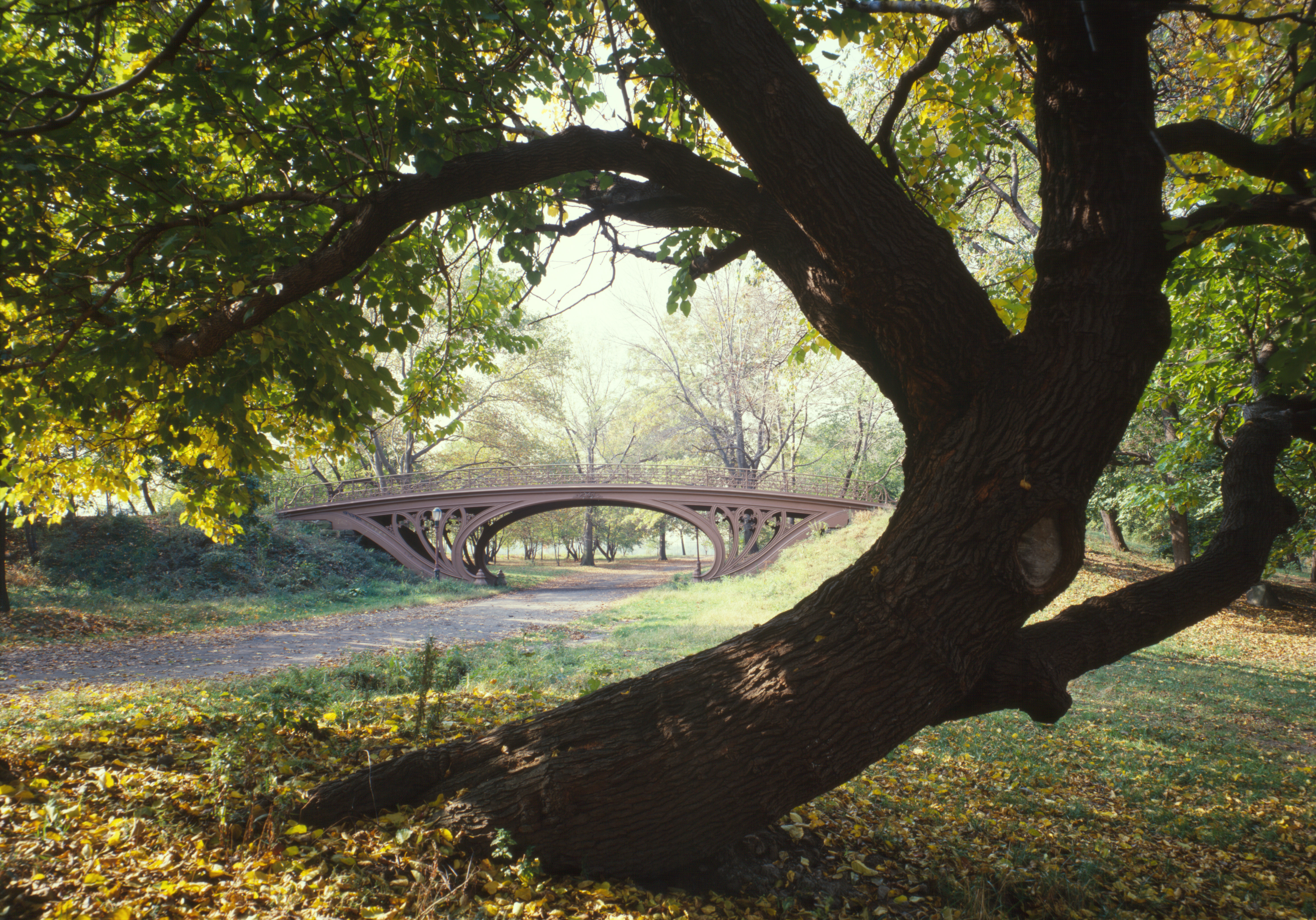
Một trong những cây cầu ở Công viên, chúng không hề giống nhau
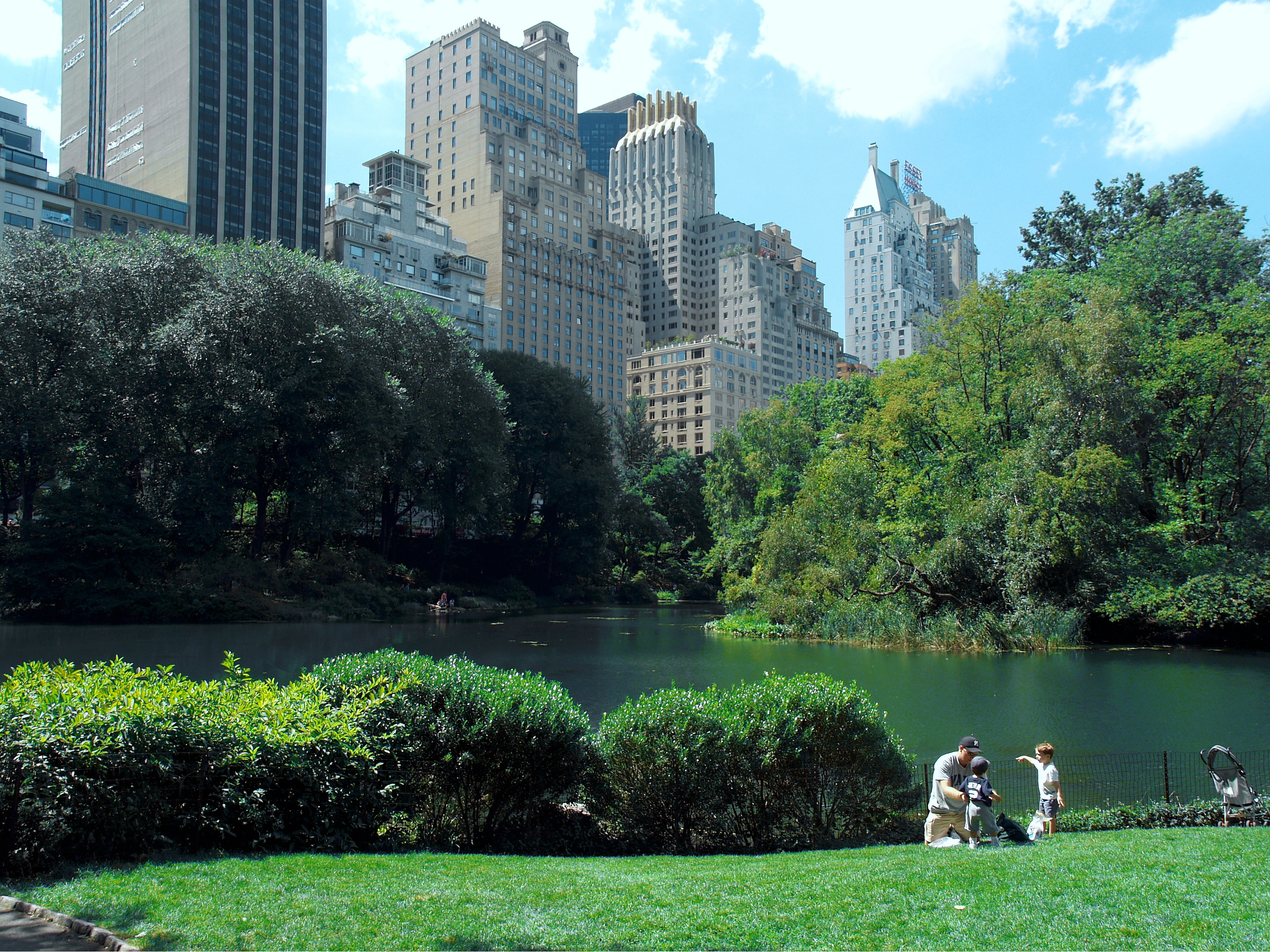
Những tòa nhà bao quanh Công viên, khu Nam
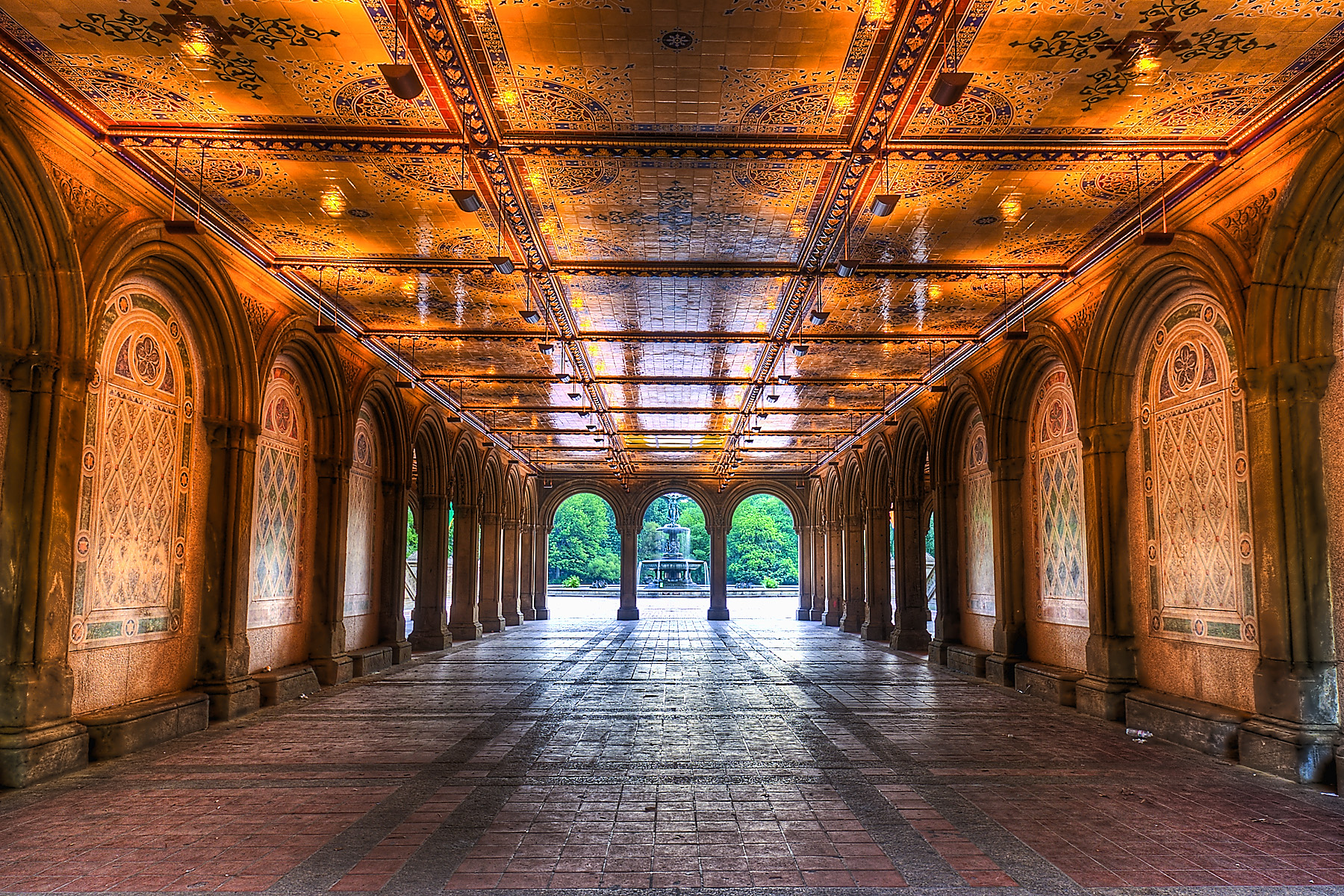
Đường đi dưới Hành lang Bethesda
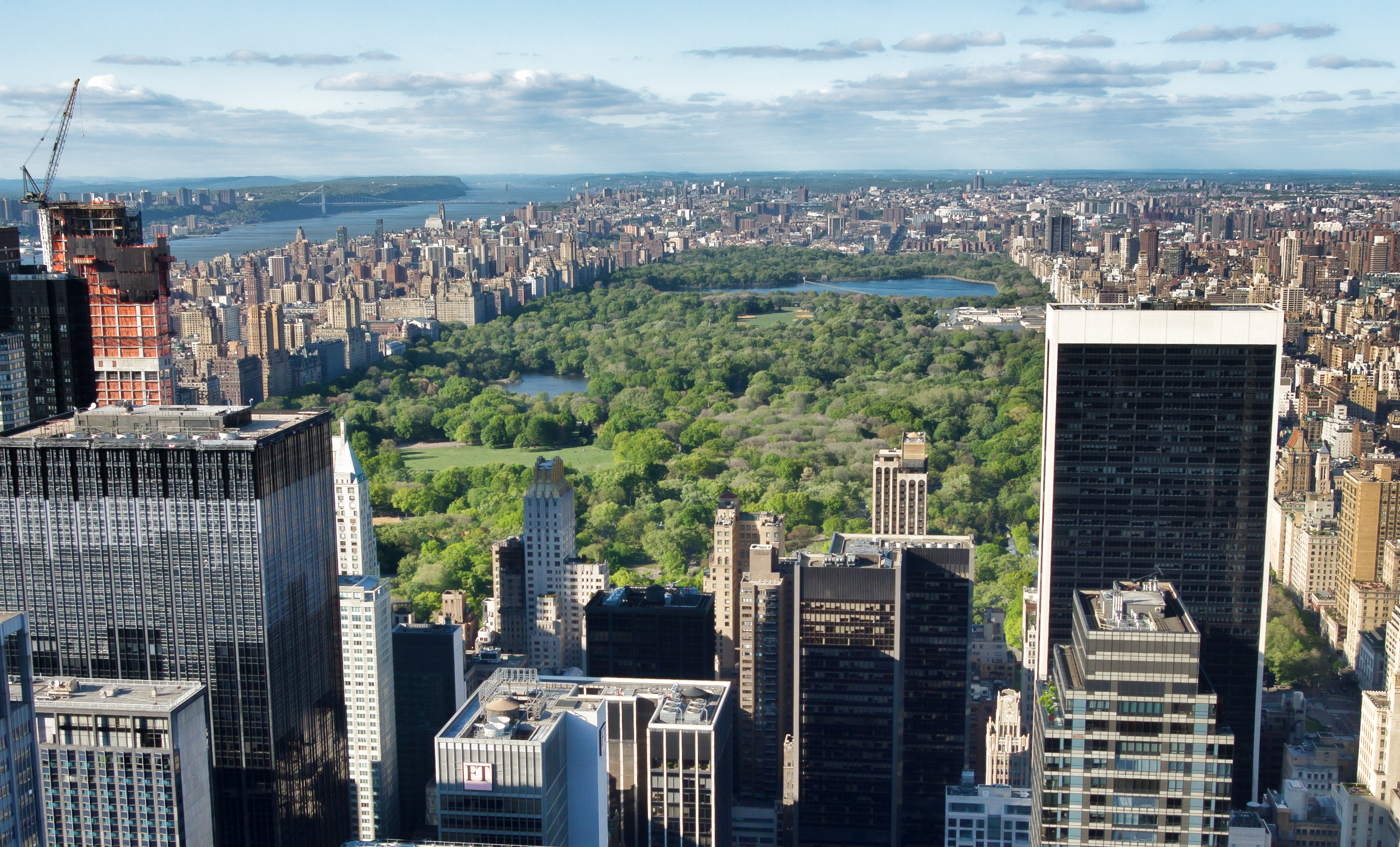
Công viên Trung tâm, nhìn từ Cao ốc GE
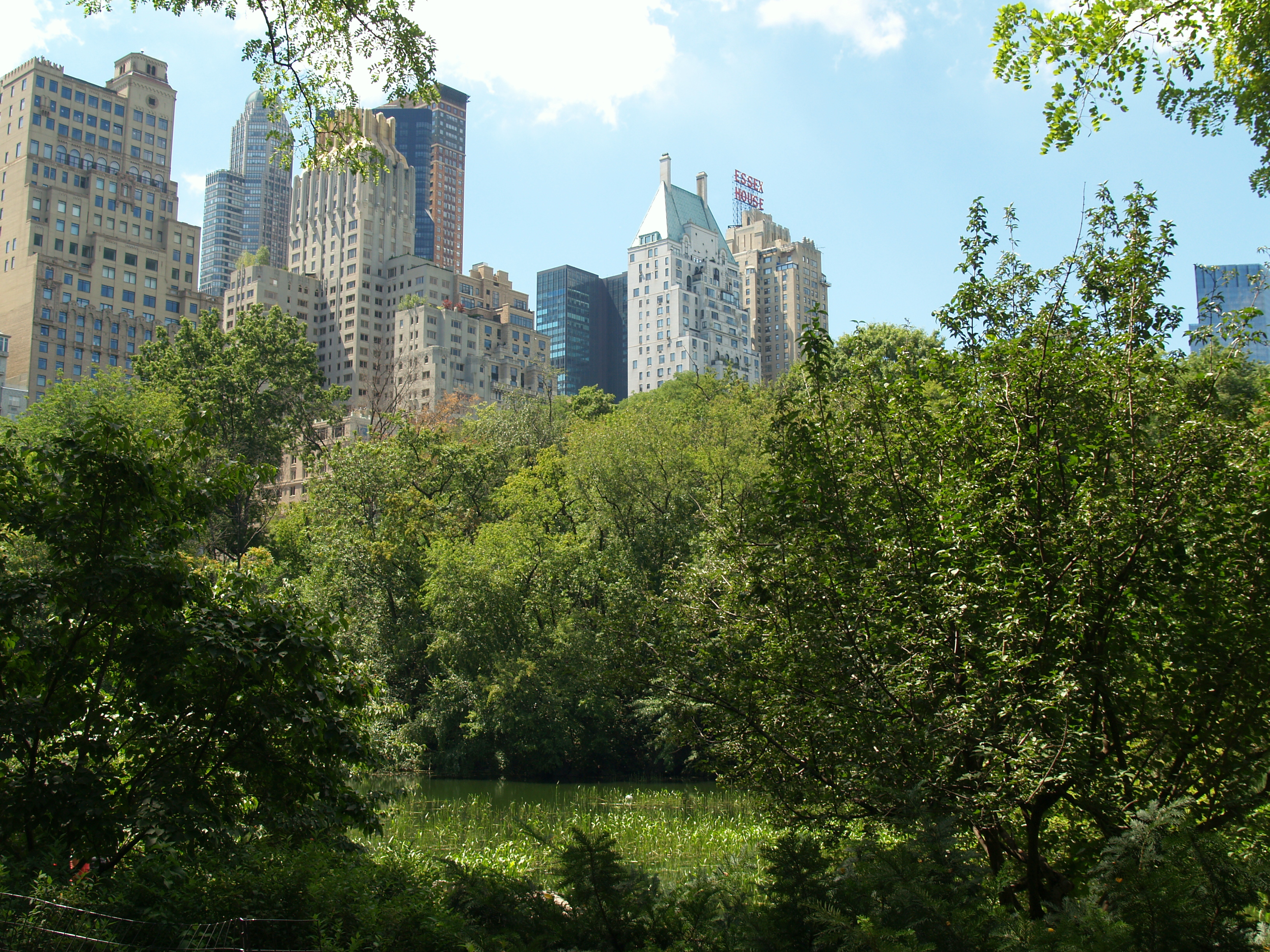
Ao trong Công viên, khu Nam
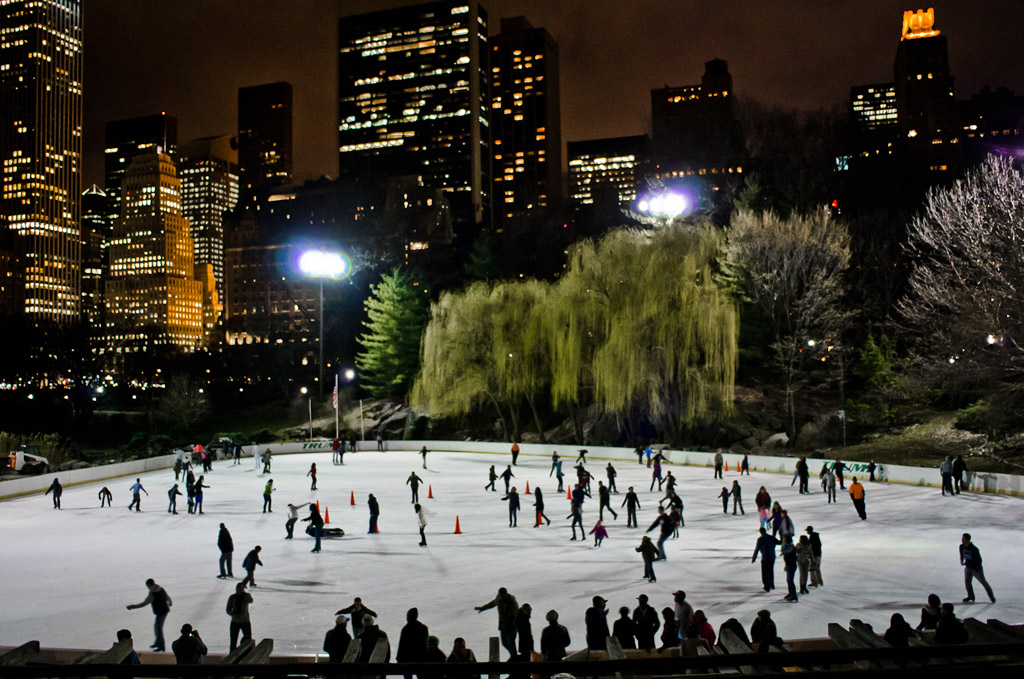
Sân trượt băng Wollman
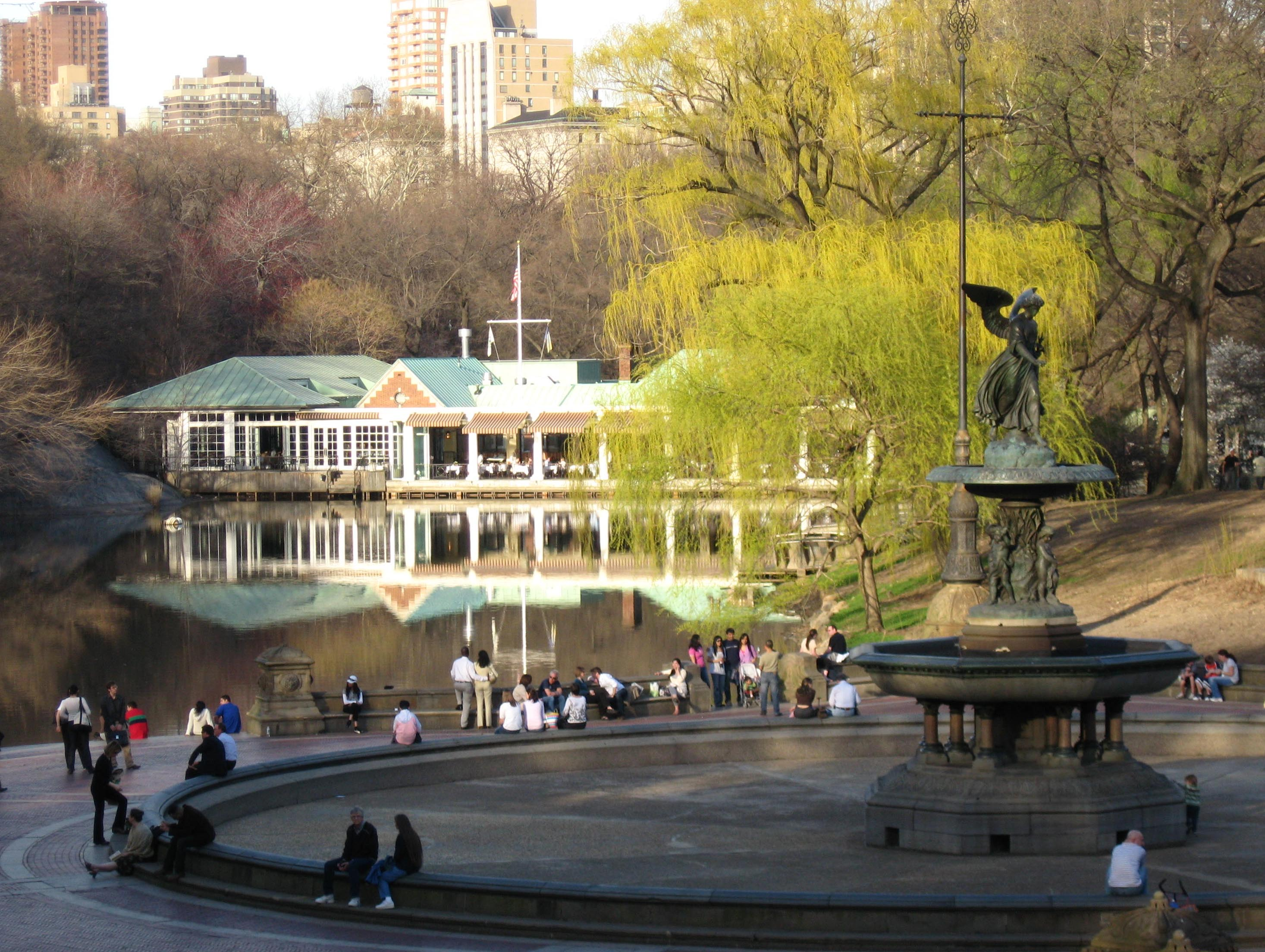
Vòi phun Bethesda, Bến thuyền Loeb ở đằng xa
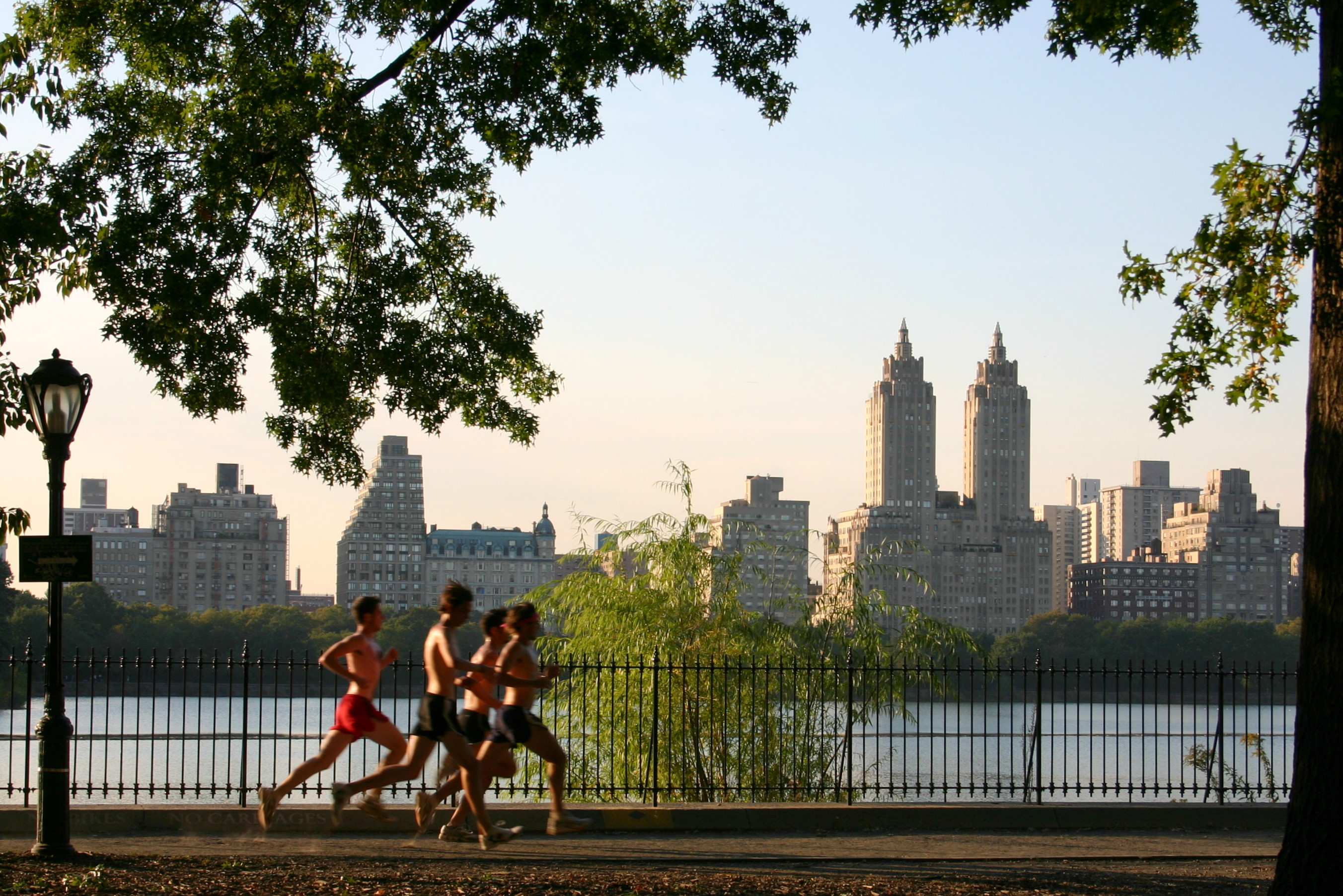
Chạy bộ trong Công viên
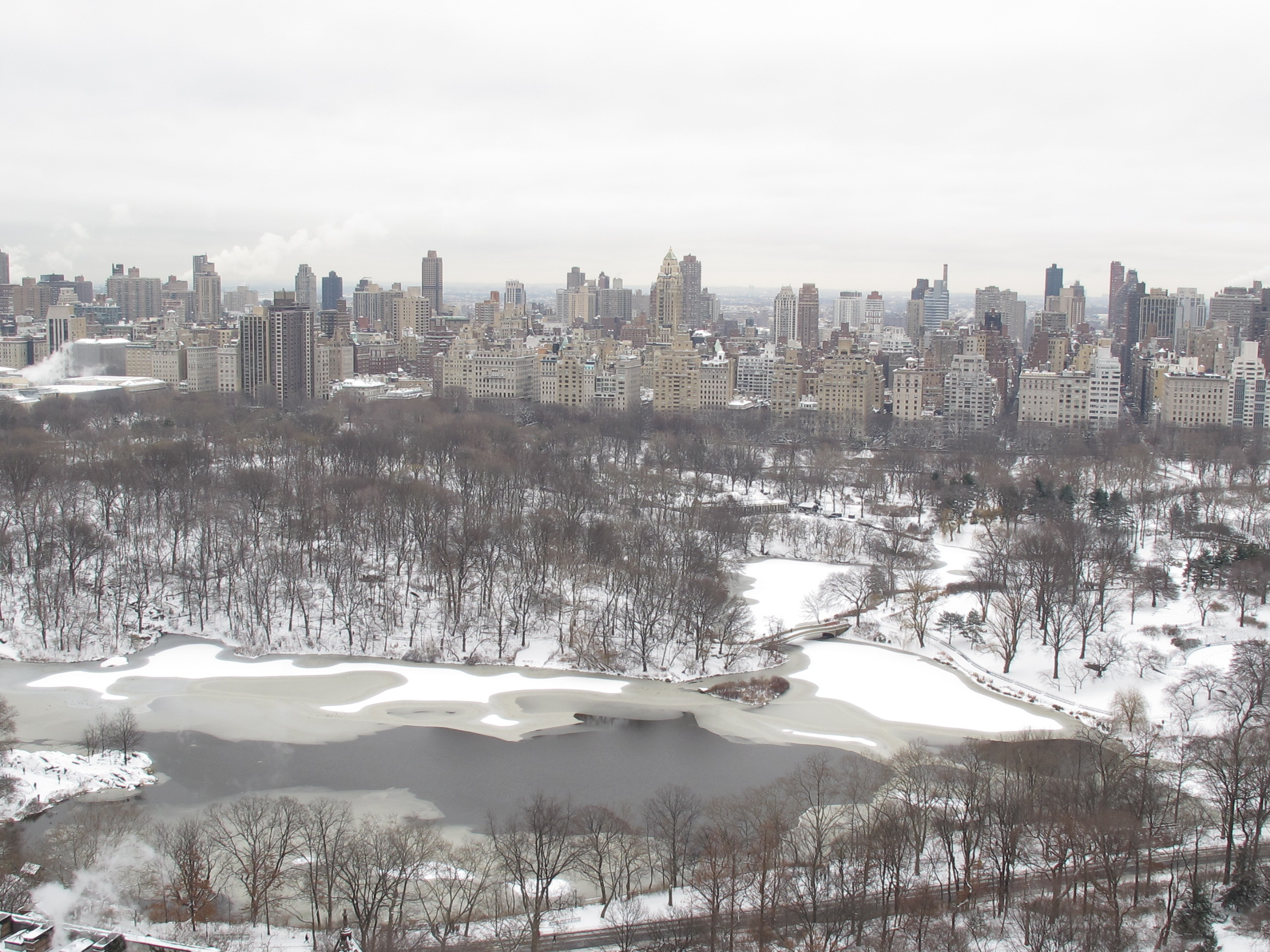
Công viên phủ tuyết trắng
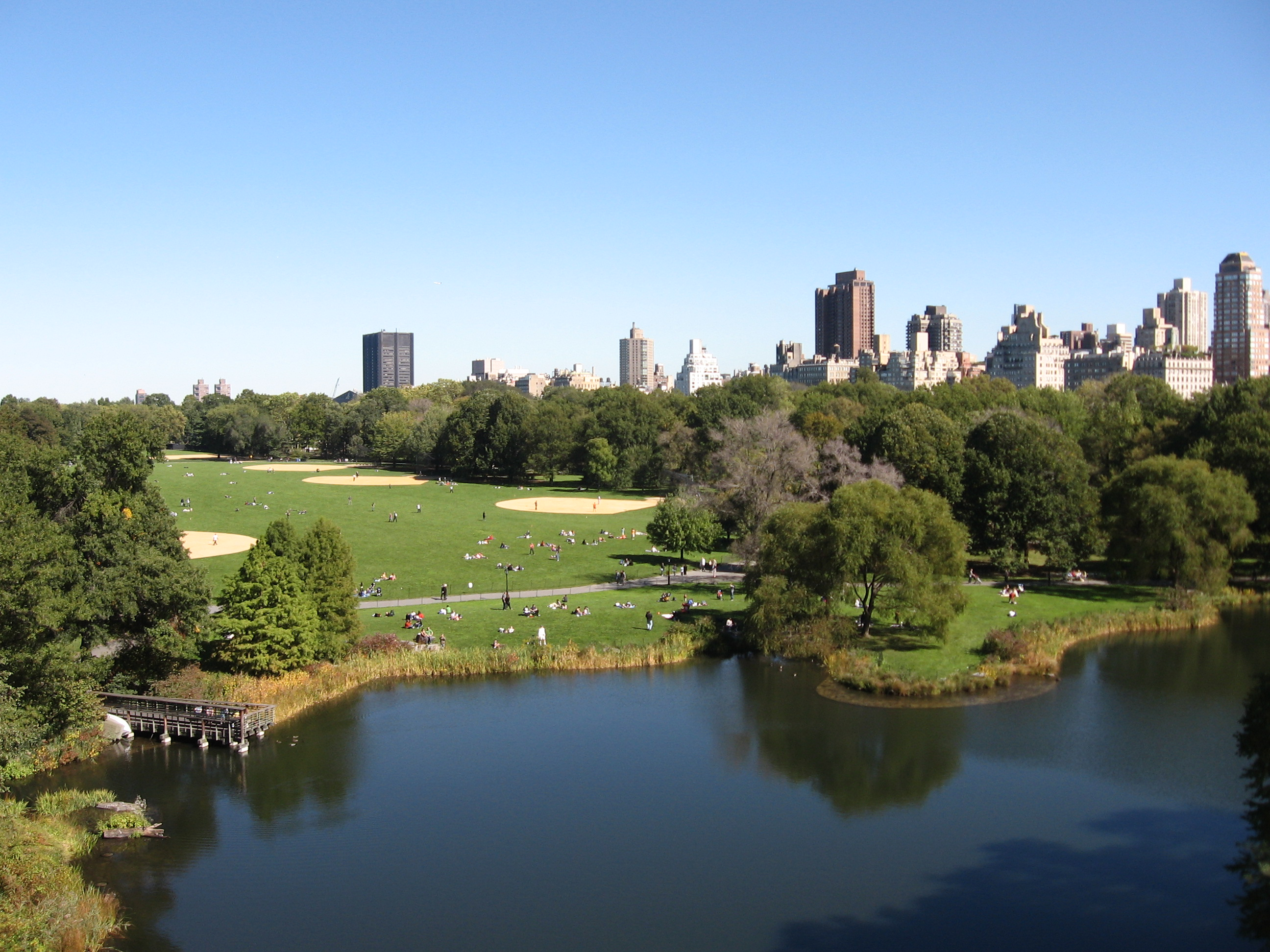
Bãi cỏ Great Lawn và Ao Rùa, nhìn từ Lâu đài Belvedere
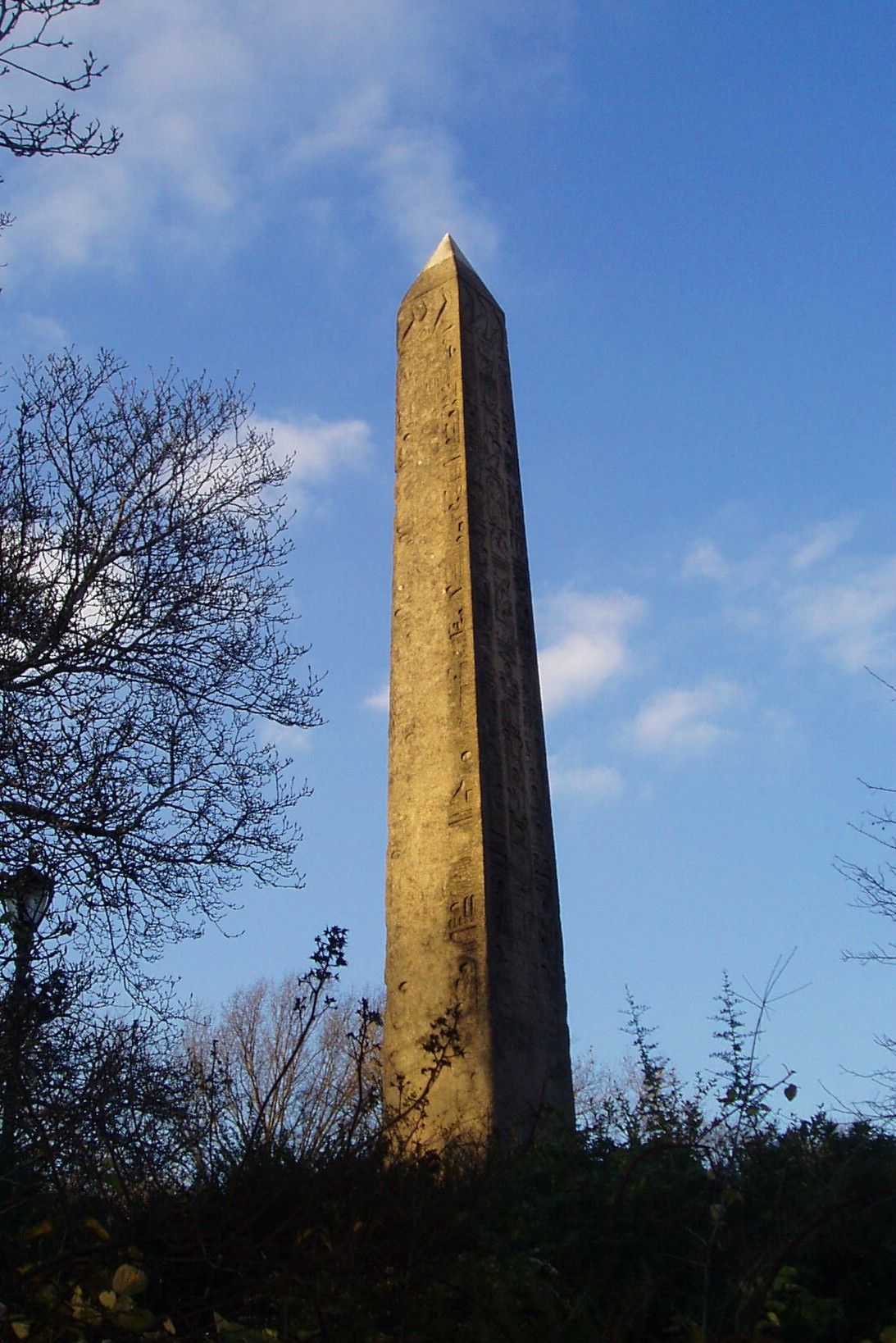
Cột tháp Cleopatra's Needle
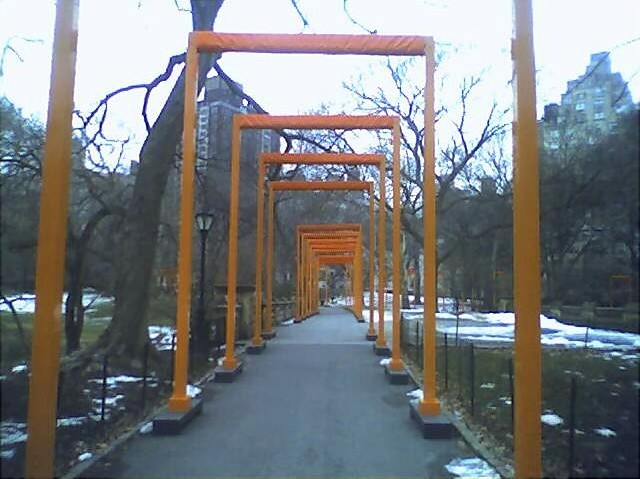
The Gates
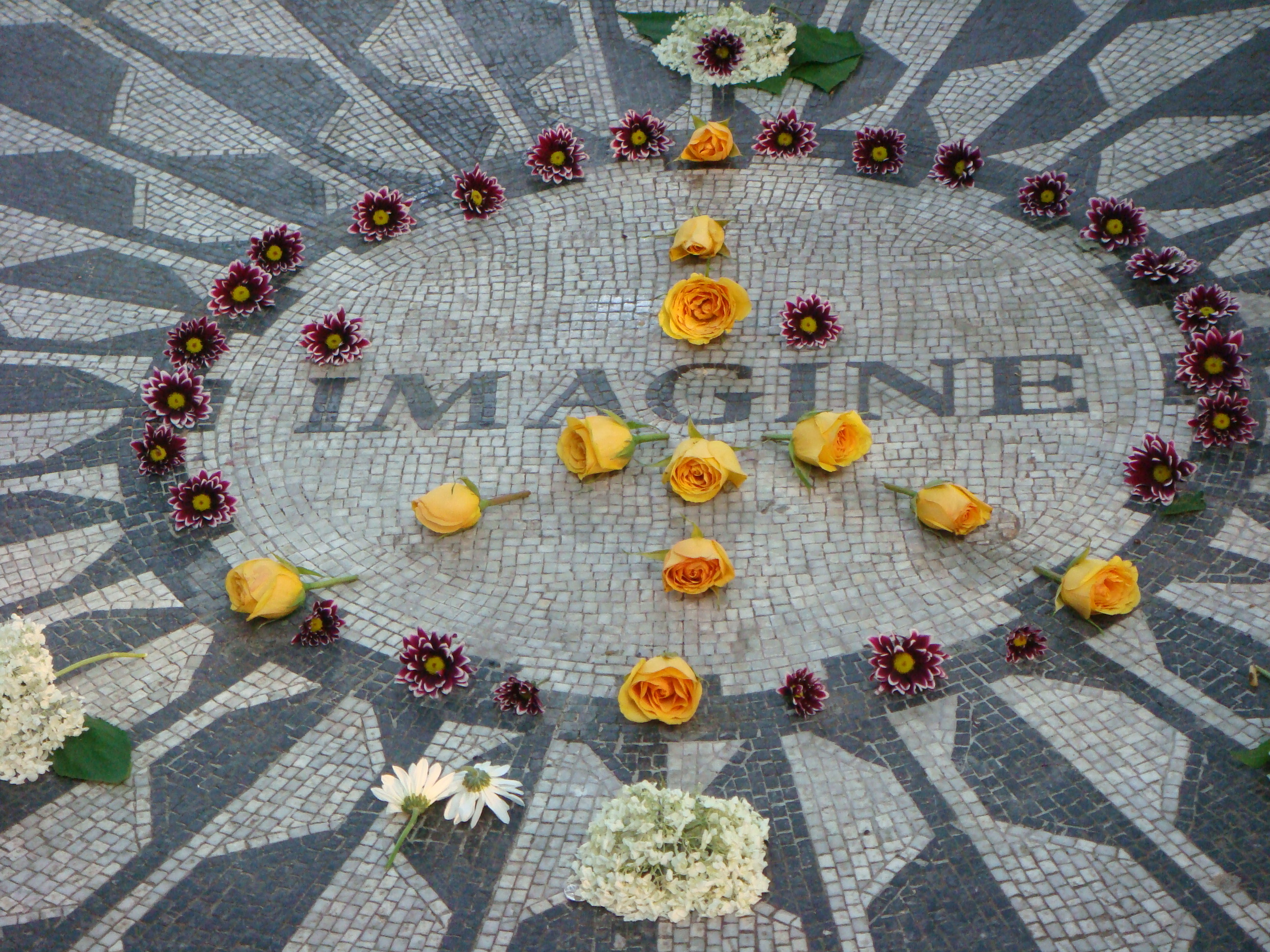
Tấm đá khảm "Imagine" ở Strawberry Fields
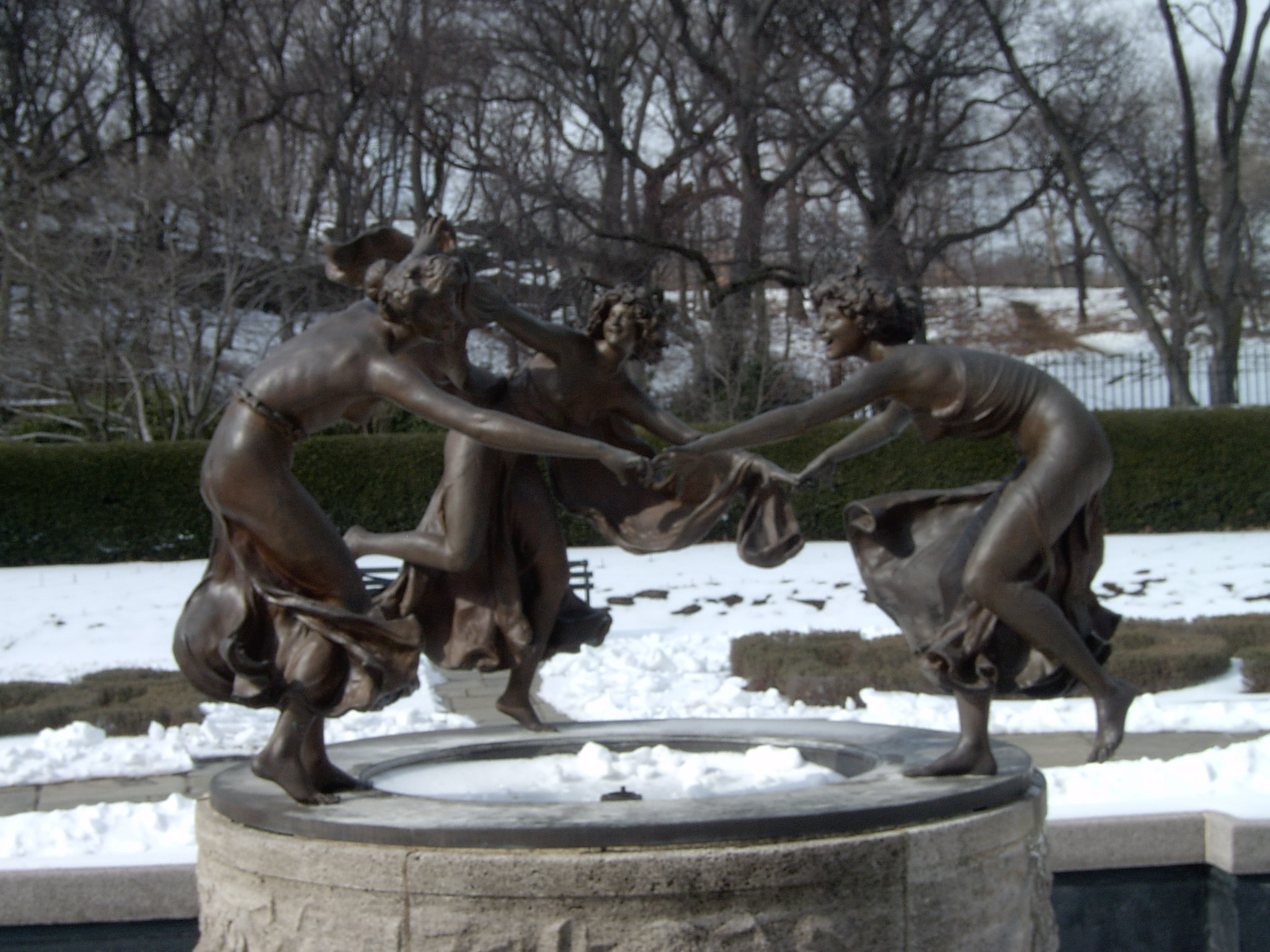
"Ba thiếu nữ đang khiêu vũ" của nhà điêu khắc người Đức Walter Schott